# Paris-Marseille-Paris

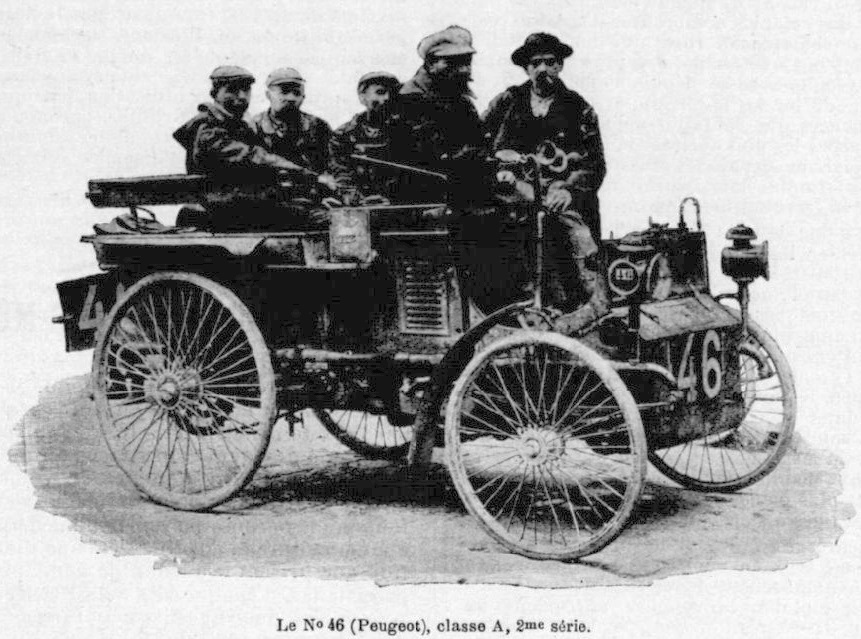
Peugeot no 46 de Berlet, lors de la course.

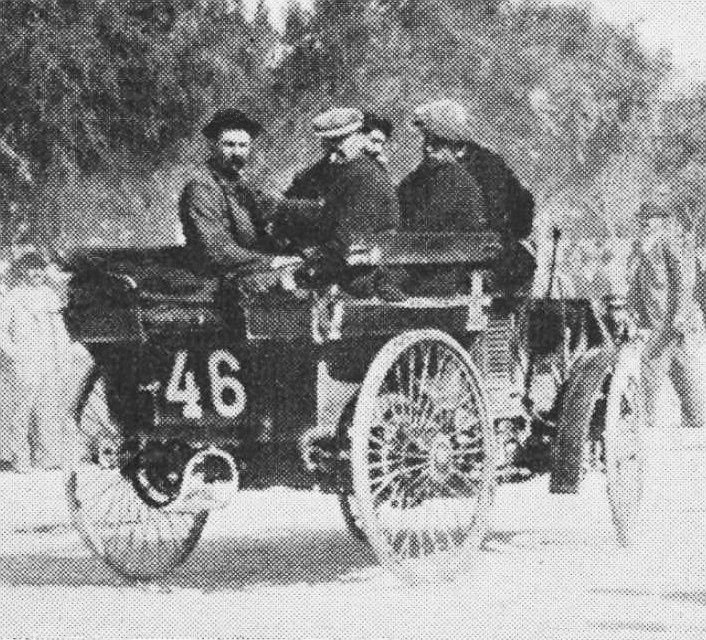
Berlet toujours, au départ de Marseille (casino de la Plage), Paris-Marseille-Paris 1896.

Paris-Marseille-Paris est la première course automobile organisée officiellement par l'Automobile Club de France, fondé dix mois plus tôt. Son départ est donné le 24 septembre 1896. Elle est aussi considérée rétrospectivement comme étant le IIe Grand Prix automobile de l'A.C.F. par cette institution.
La course, d'environ 1 700 km et à hauteur d'une étape par jour, est divisée en dix étapes (cinq étapes pour aller à Marseille et cinq au retour pour Paris). Les départs sont donnés le matin, les distance d'étapes varient de 100 à 200 km, à l'arrivée des concurrents dans les villes-étapes, leur véhicule est conservé dans un parc fermé jusqu'au lendemain matin, pour le départ de l'étape suivante. Le vainqueur est celui qui met le moins de temps au total (après l'addition du temps de ses dix étapes).
Sur cinquante-deux inscriptions, on compte trente partants et onze véhicules seront officiellement chronométrés à leur retour sur Paris. Émile Mayade remporte la course sur une Panhard et Levassor en 67 heures et 42 minutes.

## Organisation
Le 14 janvier 1896, l'Automobile Club de France décide d'organiser une course, de Paris à Marseille aller-retour, soit 1 652 km pour la seconde quinzaine de juin. L'itinéraire choisi est : Troyes, Dijon, la Bourgogne, Avignon, la plaine de la Crau. L'ACF décide que la course sera suspendue la nuit.
Le 30 janvier, l'ACF se réunit et décide d'organiser une série spéciale (éliminatoire) pour les véhicules n'excédant pas 150 kg (à vide). Les conducteurs de ces véhicules seront autorisés à se servir de pédales. Le parcours de cette série ne dépassera pas une moyenne de 100 km aller-retour et probablement par l'itinéraire Paris-Mantes et retour, par la Route de quarante sous à l'aller et par Meulan, Triel et Poissy au retour. Les constructeurs ne pourront pas engager plusieurs véhicules identiques.
Une sous-commission, composée de M. Varennes, le comte Henri de La Valette et M. Paul Meyan, a été nommée pour établir le programme détaillé de la course Paris-Marseille, et en fixer l'itinéraire qui doit emprunter la Bourgogne, par Dijon. Il est décidé qu'une marque spéciale d'essence minérale recevrait le patronage de l'ACF.
Le 11 février, le comité se réunit chez le comte De Dion et arrête le règlement de la course. La course se fera par étapes successives, de façon à éviter les dangers de la nuit. L'itinéraire sera donc divisé en cinq étapes :
1. Paris, Melun, Montereau, Sens, Joigny, Auxerre. Routes superbes qui permettront les grandes vitesses.
2. Auxerre, Avallon, Vitteaux, Sombernon, la vallée de l'Ouche, Dijon. Parcours très pittoresque mais plus accidenté.
3. Dijon, Beaune, Chalon-sur-Saône, Mâcon, Villefranche, Trévoux, Neuville, Fontaines-sur-Saône, Lyon.
4. Lyon, Vienne, Valence, Montélimar, Orange, Avignon. Dure au début, la route devient plate et belle au pays du nougat.
5. Avignon, Orgon, Salon, Aix, Marseille. Pas commode du tout, cette dernière partie où règne le redoutable mistral.

L'aller-retour d'environ 1 700 km sera donc parcouru en dix jours. Au retour, la quatrième étape (9e de l'épreuve) est modifiée, afin de pouvoir arriver de bonne heure à Paris.
- 9e : Dijon, Sombernon, Vitteaux, Avallon, Auxerre, Joigny, Sens.
- 10e : Sens, Montereau, Melun, Paris.

À chaque étape, des parcs seront installés où les voitures, au fur et à mesure de leur arrivée, seront enfermées jusqu'au lendemain matin 7 heures où sera donné un nouveau départ. C'est dans le Bois de Vincennes que sera donné le départ et que seront reçus les concurrents à leur retour. Seize poteaux indicateurs devront être placés sur la route de Paris à Marseille et serviront à jalonner le parcours de la course.
Le 15 février, La France automobile publie le texte complet du règlement.
Les sommes récoltées sont réparties de la façon suivante :
- 50 % aux voitures de deux à quatre places ;
- 40 % aux voitures de plus de quatre places ;
- 10 % aux motocycles.

Valeur des prix :
- Le second reçoit la moitié du premier, le troisième la moitié du second, etc.

Le 1er avril, la commission se réunit et décide, à treize voix contre cinq, de reporter le départ de la course au jeudi 1er octobre. L'épreuve des véhicules n'excédant pas 150 kg aura lieu le 28 septembre sur le parcours Paris-Mantes et retour. Une exposition des voitures prenant part à la course s'ouvrira le jeudi 24 septembre jusqu'au lundi 19 octobre. Les concurrents pourront retirer leur voiture deux jours avant le départ.
Le 29 avril, la commission de course a décidé de créer une nouvelle catégorie, pour les véhicules ne pouvant pas être classés dans les catégories déjà créées.
Le 1er juillet, la commission constitue, pour chaque ville étape, un comité local de contrôle et d'organisation, comprenant les membres de l'ACF y résidant et les délégués du Touring-Club. Il est décidé qu'une lettre serait adressée aux maires des communes traversées afin de leur demander d'accorder leur concours pour la libre circulation des coureurs sur leur territoire. Une commission spéciale, constituée de M. Pierron, M. Varennes et M. Collin, est chargée de régler le fonctionnement des contrôles. Mise en place dans chaque contrôle, d'une feuille d'arrivée, d'une feuille de départ et d'une feuille spéciale, pour chaque concurrent, qui porteront toutes les informations de ce dernier. Messieurs Chasseloup-Laubat et Pierron ayant donné leur démission de « starters », M. Bertin a été nommé pour remplir ces fonctions.
Le 4 juillet, le quotidien Le Figaro informe ses lecteurs qu'une carte détaillée du parcours a été publiée par l'hebdomadaire La France Automobile.
Le 2 août, Le Figaro informe que l'exposition se fera du 23 au 30 septembre, dans le local de l'Orangerie, aux Tuileries.
Le 22 août, le Tzar étant attendu à Paris pour les fêtes Russes qui débutent le 5 octobre, la commission décide de supprimer l'exposition et de faire partir les véhicules n'excédant pas 150 kg pour le dimanche 20 septembre et l'épreuve finale pour le 24 septembre.
Le début du parcours de la première journée est rallongée d'une vingtaine de km : départ de Paris à 9 heures puis le départ définitif de Versailles à 11 heures pour Jouy-en-Josas, Palaiseau, Longjumeau, Courcouronne, Corbeil, Cesson et Melun.
Le 29 août, la commission se réunit et décide que le Paris-Mantes aller-retour pour les véhicules n'excédant pas 150 kg, se fera par Suresnes, Rueil, Saint-Germain (contrôle volant), Route de quarante sous, Ecquevilly (contrôle volant), Flins, Épône, Mantes (contrôle volant), Limay, Juziers, Meulan (contrôle volant après le pont, sur le territoire des Mureaux), Verneuil, Triel, Poissy, Saint-Germain et Paris. Le départ, à 10 heures du matin, et l'arrivée se fera au boulevard Maillot.
Pour la grande épreuve du 24 septembre, le départ sera donné à 11 heures de Versailles, les concurrents partant à une minute d'intervalle. L'itinéraire officiel va être arrêté par une commission composée du baron Thénars, du comte Chasseloup-Laubat, M. de la Valette et Paul Meyan.
Le 3 septembre, sous la présidence de Sir. David Salomons, le comité a arrêté le parcours officiel de la première journée: Versailles, La Croix-de-Berny, Choisy-le-Roi, Villeneuve-Saint-Georges, ... Auxerre. 176 km. Les points de contrôle et parcs d'arrêt, choisis par M. Thévin et M. Houry, sont placés aux abords des agglomérations. Le départ de Marseille aura lieu à 11 heures. L'arrivée à Paris aura lieu à la porte Maillot.
Le 9 septembre, Le Figaro annonce le mécontentement de beaucoup de monde sur la suppression de l'exposition.
Le 10 septembre, le comité décide d'interrompre, pour 15 minutes d'arrêt, la course des moins de 150 kg à Mantes. Il décide que les membres de l'Automobile Club de Belgique, du Motor Car-Club et de la Self Propelled Trafic Association pourront être admis dans les salons du club (l'ACF), pendant quinze jours.

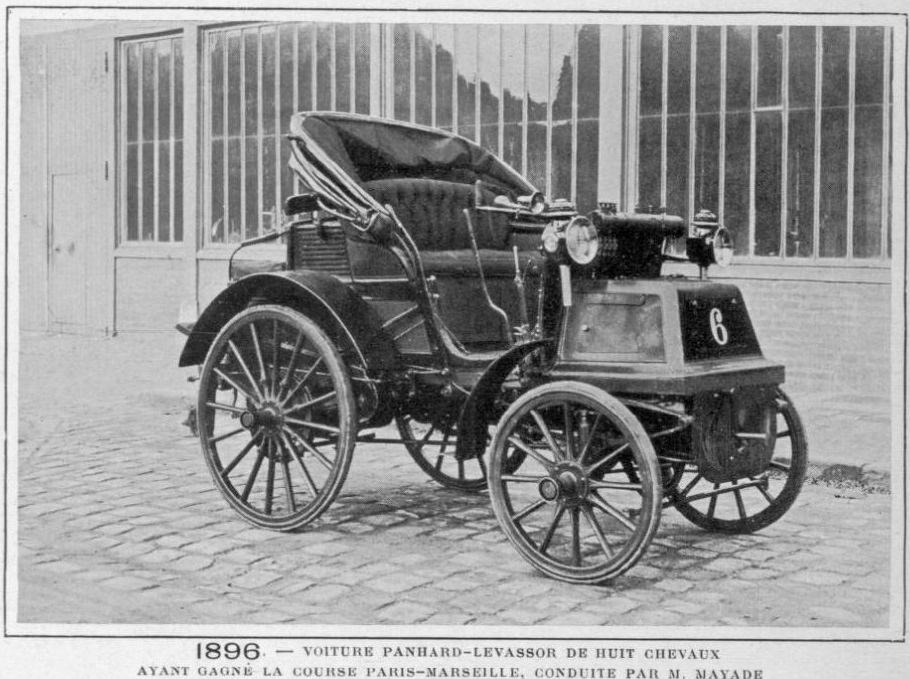
la Panhard et Levassor 8HP victorieuse, piloté par Emile Mayade.

Le 16 septembre, Le Figaro annonce la souscription de M. Harry John Lawson, président du Motor-Car-Club de Londres, qui offre une prime de 1 000 guinées (26 250 francs) à partager entre les deux premières voitures, à la condition qu'elles deviennent la propriété exclusive du British Motor Syndicate (en) et soient livrées à Londres après l'épreuve. Le comité décide de remettre en place l'exposition, qui se tiendra du 4 au 12 octobre. On compte 47 concurrents inscrits.
Le 18 septembre, une carte d'invitation sera adressée aux 750 membres de l'ACF, qui leur donnera accès à la Place de l'Etoile, fermée par un cordon de sécurité pour le départ du 24. Inscription du no 50.
Le 19 septembre, pour les véhicules n'excédant pas 150 kg, on compte huit inscrits : sept tricycles et une bicyclette, tous propulsés par un moteur à pétrole.
Pour la grande course, le montant des prix s'élève à 50 000 francs environ. Parmi les souscripteurs, on note M. Gordon Benett, le baron de Zuylen, sir David Salomons, le comte de Dion, Henri et Gaston Menier, Artigue, de Bloechroeder, Georges Dufayel, Armand Peugeot, Émile Levassor, Récopé, Georges Berger, Lemoine, Samuel Pozzi, Deutsch, Thévin et Houry, Desmarais, etc. Le local de l'exposition sera le Palais de l'Industrie.

## Participants
| no | Pilote                               | Écurie                                          | Type                                          | Véhicule (Classe/Série 1=sans pédales) | Energie | Nb de place |
| -- | ------------------------------------ | ----------------------------------------------- | --------------------------------------------- | -------------------------------------- | ------- | ----------- |
| 1  |                                      |                                                 |                                               |                                        |         |             |
| 2  |                                      |                                                 |                                               |                                        |         |             |
| 3  |                                      |                                                 |                                               |                                        |         |             |
| 4  |                                      | Demont                                          |                                               |                                        | vapeur  | 4           |
| 5  | Émile Levassor / Charles d'Hostingue | Panhard et Levassor                             | Phaéton ou Duc                                |                                        | pétrole | 2           |
| 6  | Émile Mayade                         | Panhard et Levassor                             | (8 hp 4 cylindres)                            |                                        | pétrole | 4           |
| 7  | M. Dubois / Hippolyte Panhard        | Panhard et Levassor                             |                                               |                                        | pétrole | 6           |
| 8  | M. Merkel / René de Knyff            | Panhard et Levassor                             |                                               |                                        | pétrole | 4           |
| 9  | M. Lebrun                            | Lebrun                                          |                                               |                                        | pétrole | 2           |
| 10 | Gaston de Chasseloup-Laubat          | De Dion-Bouton                                  |                                               |                                        | vapeur  | 5           |
| 11 |                                      | De Dion-Bouton                                  |                                               |                                        | vapeur  | 4           |
| 12 | Jules-Albert de Dion                 | De Dion-Bouton                                  |                                               |                                        | vapeur  | 4           |
| 13 | M. Viet                              | Charron                                         | Tricycle                                      | de Dion et Bouton (B/2)                | pétrole |             |
| 14 |                                      | Chasseloup-Laubat                               | Tricycle                                      | de Dion et Bouton (B/2)                | pétrole |             |
| 15 |                                      | Delieuvin                                       | Tricycle                                      | de Dion et Bouton (B/2)                | pétrole |             |
| 16 |                                      | Foucher et Delachanal                           |                                               |                                        | pétrole | 2           |
| 17 |                                      |                                                 |                                               |                                        |         |             |
| 18 | Louis Mors                           | Mors                                            |                                               |                                        | pétrole | 2           |
| 19 | Émile Mors                           | Mors                                            |                                               |                                        | pétrole | 3           |
| 20 |                                      | Bollée                                          |                                               |                                        | pétrole | 4           |
| 21 | Amédée Bollée                        | Bollée                                          | Voiturette                                    |                                        | pétrole | 2           |
| 22 |                                      | Michelin                                        |                                               |                                        | pétrole | 2           |
| 23 |                                      | Michelin                                        |                                               |                                        | pétrole | 2           |
| 24 |                                      | Triouleyre (en)                                 |                                               |                                        | pétrole | 2           |
| 25 |                                      | Triouleyre (en)                                 |                                               |                                        | pétrole | 2           |
| 26 |                                      | Landry et Beyroux                               | cabriolet                                     |                                        | pétrole | 2           |
| 27 |                                      | Landry et Beyroux                               |                                               |                                        | pétrole | 4           |
| 28 | Édouard Rossel                       | Rossel                                          |                                               |                                        | pétrole | 2           |
| 29 |                                      | Maison Parisienne des Voitures Automobiles (en) |                                               |                                        | pétrole | 4           |
| 30 |                                      | Maison Parisienne des Voitures Automobiles (en) |                                               |                                        | pétrole | 4           |
| 31 |                                      | Lotz et Huzelstein                              | Bicycle                                       | Huzelstein (B/1)                       | pétrole |             |
| 32 |                                      | Fisson                                          |                                               |                                        | pétrole | 2           |
| 33 | M. Fisson                            | Fisson                                          |                                               |                                        | pétrole | 4           |
| 34 |                                      | Lefebvre                                        |                                               |                                        | pétrole | 3           |
| 35 |                                      | Lefebvre                                        |                                               |                                        | pétrole | 6           |
| 36 | Émile Tridon                         | Tridon                                          |                                               |                                        | pétrole | 2           |
| 37 | Gaston Tissandier                    | Tissandier                                      |                                               |                                        | pétrole | 2           |
| 38 | H. Tenting                           | Tenting                                         |                                               |                                        | pétrole | 4           |
| 39 |                                      | Michelin                                        |                                               |                                        | pétrole | 2           |
| 40 |                                      | Collomb                                         | Tricycle                                      | Michelin-de Dion (B/2)                 | pétrole |             |
| 41 | Ernest Archdeacon                    | Delahaye                                        | Break                                         |                                        | pétrole | 4           |
| 42 | Émile Delahaye                       | Delahaye                                        | Dog-cart                                      |                                        | pétrole | 4           |
| 43 |                                      | Rochet-Schneider                                |                                               |                                        | pétrole | 4           |
| 44 | Auguste Doriot                       | Peugeot                                         | Duc d'environ 550 kg et de 290 kg.m (3,87 ch) |                                        | pétrole | 2           |
| 45 |                                      | Peugeot                                         |                                               |                                        | pétrole | 2           |
| 46 | Berlet                               | Peugeot                                         | Break d'environ 850 kg et de 450 kg.m (6 ch)  |                                        | pétrole | 6           |
| 47 | Léon Bollée                          | Bollée                                          | Voiturette-tandem                             |                                        | pétrole | 2           |
| 48 |                                      | Chasseloup-Laubat                               |                                               |                                        | pétrole | 4           |
| 49 |                                      | Chasseloup-Laubat                               |                                               |                                        | pétrole | 6           |
| 50 |                                      | Chauveau                                        | Tricycle                                      | Diligeon-Bollée (B/1)                  | pétrole |             |
| 51 | Joseph Collomb                       | Clère                                           | Tricycle                                      | Michelin-de Dion (B/2)                 | pétrole |             |
| 52 |                                      | Chevalier                                       | Tricycle                                      | Michelin-de Dion (B/2)                 | pétrole |             |

## Paris-Mantes-Paris
Pour les articles homonymes, voir Paris-Mantes.
Dimanche 20 septembre 1896 : ce prologue de la grande course Paris-Marseille, est en fait la seule course officiellement chronométrée pour les véhicules n'excédant pas 150 kg ; c'est-à-dire un deux-roues, le no 31 de M. Huzelstein et sept tricycles dont six assistés d'un pédalier, tous ces véhicules utilisent le pétrole pour énergie. Cinq d'entre eux participeront quand même à la grande course mais leur classement restera celui du Paris-Mantes-Paris. M. Berlier et M. de la Valette donnent le départ entre deux averses, au milieu d'une foule nombreuse et compacte, qui envahit la chaussée, s'ouvrant au passage d'un concurrent et se refermant sur lui.
Départ :
| Heure de départ  | no | Propriétaire               | Série |
| ---------------- | -- | -------------------------- | ----- |
| 11 h 20          | 50 | M. Chauveau                | 1     |
| 11 h 20 min 30 s | 13 | M. Carron                  | 2     |
| 11 h 21          | 15 | M. Delieuvin               | 2     |
| 11 h 21 min 30 s | 14 | le comte Chasseloup-Laubat | 2     |
| 11 h 22          | 51 | M. Clère                   | 2     |
| 11 h 22 min 30 s | 40 | M. Collomb                 | 2     |
| 11 h 23          | 31 | M. Huzelstein              | 1     |
| 11 h 23 min 30 s | 52 | M. Chevalier               | 2     |

Le trajet s'effectue sous des rafales d'eau, et même de la grêle dans Chatou. Le no 31, M. Huzelstein, a des pneus crevés à Suresnes et abandonne. Le no 40, M. Collomb, abandonne également.
Arrivée:
| Heure d'arrivée  | no | Propriétaire            | Temps réel      | Temps compensé (-15 min de pause à Mantes) |
| ---------------- | -- | ----------------------- | --------------- | ------------------------------------------ |
| 15 h 32 min 4 s  | 15 | M. Delieuvin            | 4 h 11 min 4 s  | 3 h 56 min 4 s                             |
| 15 h 34 min 7 s  | 52 | M. Chevalier            | 4 h 10 min 37 s | 3 h 55 min 37 s                            |
| 15 h 52 min 15 s | 51 | M. Clère                | 4 h 30 min 15 s | 4 h 15 min 15 s                            |
| 15 h 58 min 25 s | 13 | M. Carron               | 4 h 37 min 55 s | 4 h 22 min 55 s                            |
| 16 h 36 min 45 s | 50 | M. Chauveau             | 5 h 16 min 45 s | 5 h 1 min 45 s                             |
| 17 h 33 min 30 s | 14 | comte Chasseloup-Laubat | 6 h 12          | 5 h 57                                     |

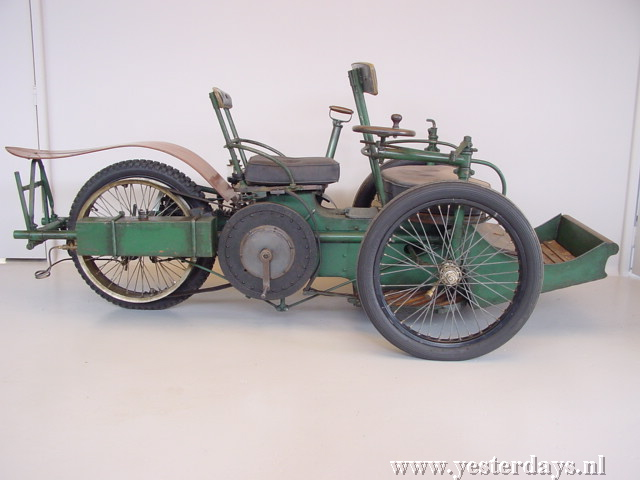
Tricycle à pneumatiques Michelin de Leon Bollee.

Le plus rapide à parcourir les 110 km est le no 52, M. Chevalier, en 3 h 55, à la vitesse moyenne de 28 km/h.
Le Figaro annonce le montant des prix de la grande course qui s'élève à 58 000 francs et que l'heure du rendez-vous du 24 septembre, sur la place de l'Étoile, est avancée à 8 heures du matin. Le 22 septembre, le comité décide qu'un diplôme sera remis aux concurrents ayant terminé toute la course, en dix jours. L'exposition publique des voitures, à leur passage à Marseille, aura lieu au Casino de la Plage le lundi 28 septembre de midi à 18 heures et le lendemain de 8 à 11 heures. L'entrée est de 1 franc. La commission procède au tirage au sort des places pour le départ de Versailles.
Le 23 septembre, Le Figaro publie les horaires de train afin de pouvoir assister aux départs et/ou aux arrivées, suivant les étapes. Un train spécial, loué par le baron de Zuylen pour ses invités et les membres de la presse, suivra la course.

## La Grande Course

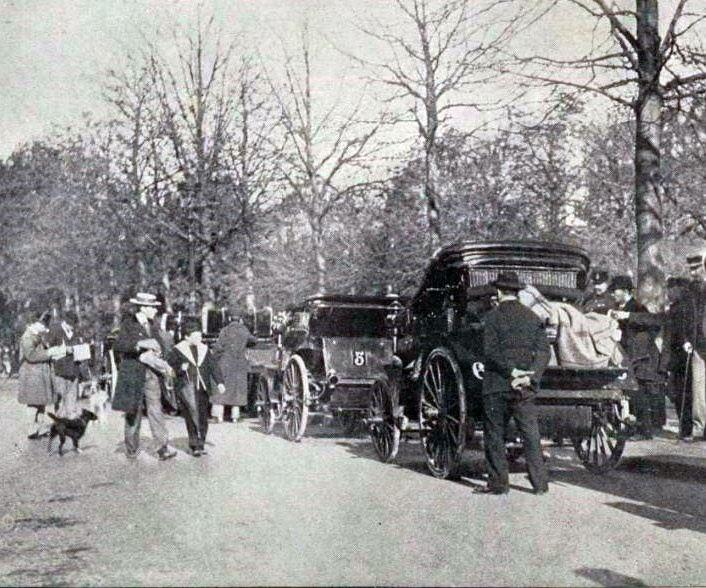
Panhard & Levassor no 5 (Levassor) et no 6 (Mayade), avant le départ, avenue de la Grande Armée.

### Paris - Auxerre (180km)
jeudi 24 septembre 1896:
- Paris (photo de Delton):
  - 8 h 0, les premières voitures se rassemblent sur la place de l'Étoile. Le service d'ordre est organisé par M. Gaillot, directeur de la police municipale.
  - 8 h 30, 16 voitures sont en place.
  - 8 h 50, le départ des concurrents, précédés par le commissaire de course M. Léon Serpollet, est donné par M. Berlier.

- Versailles (photo de Delton):

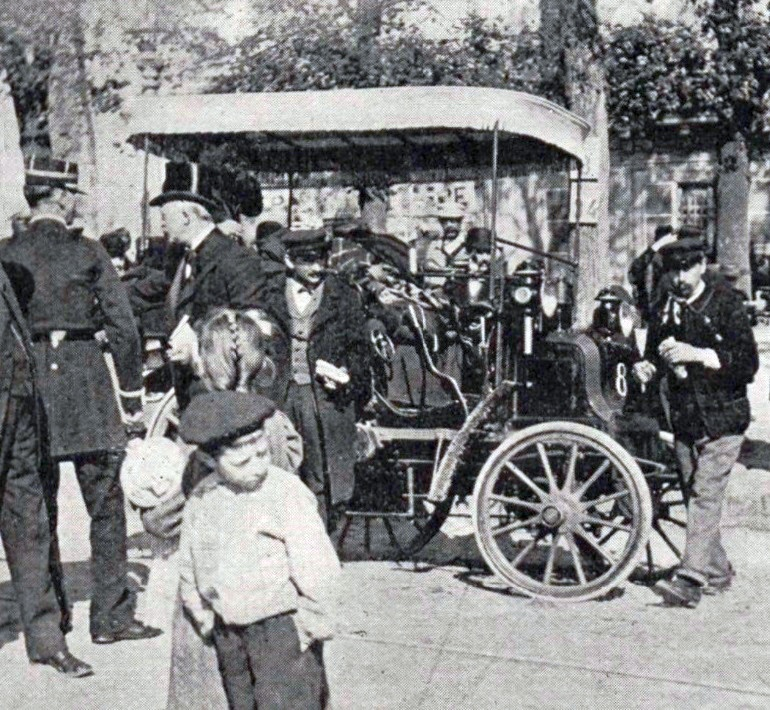
Panhard & Levassor no 8 de Merkel (2e), avant le départ pour Versailles.
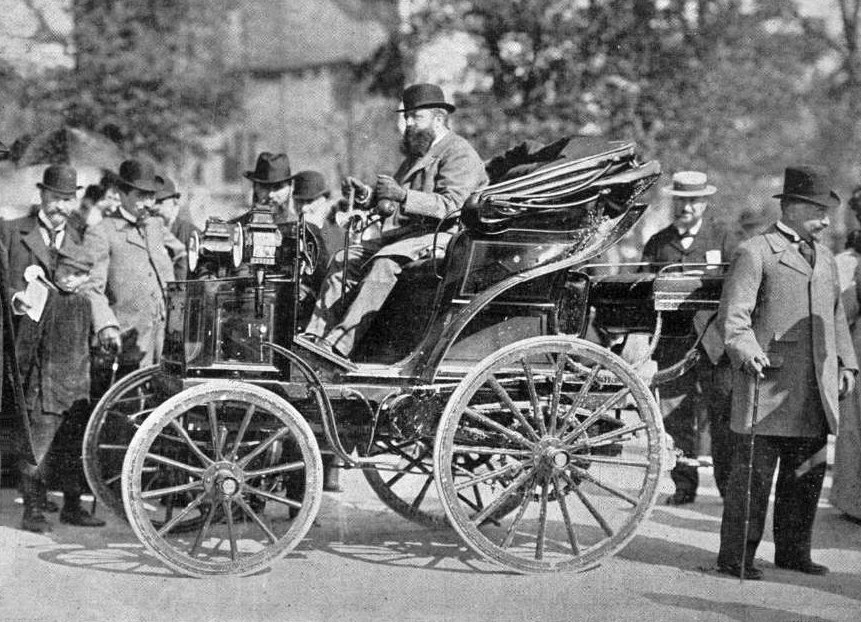
Voiture d'A. Menier, avant le départ pour Versailles.
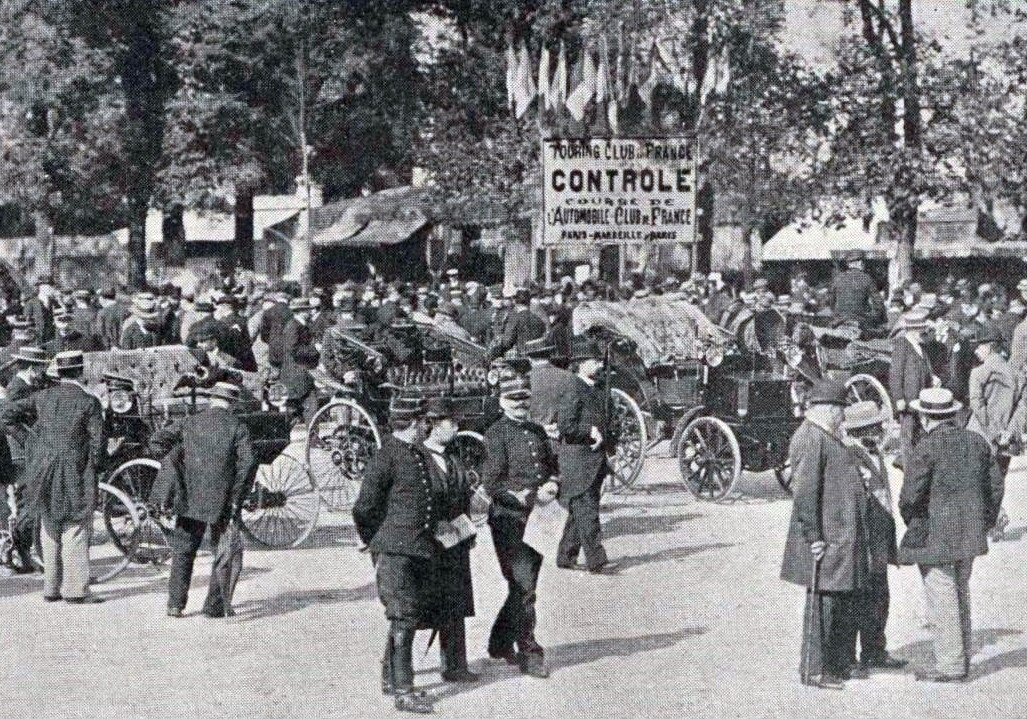
Place d'Armes de Versailles, avant le départ.
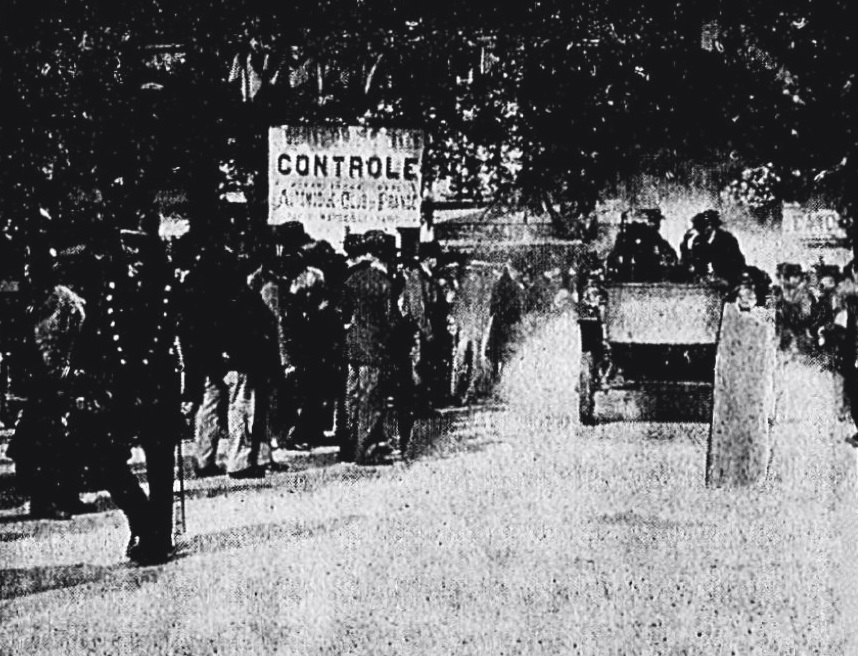
Départ à Versailles du break à vapeur no 12 du comte de Dion.
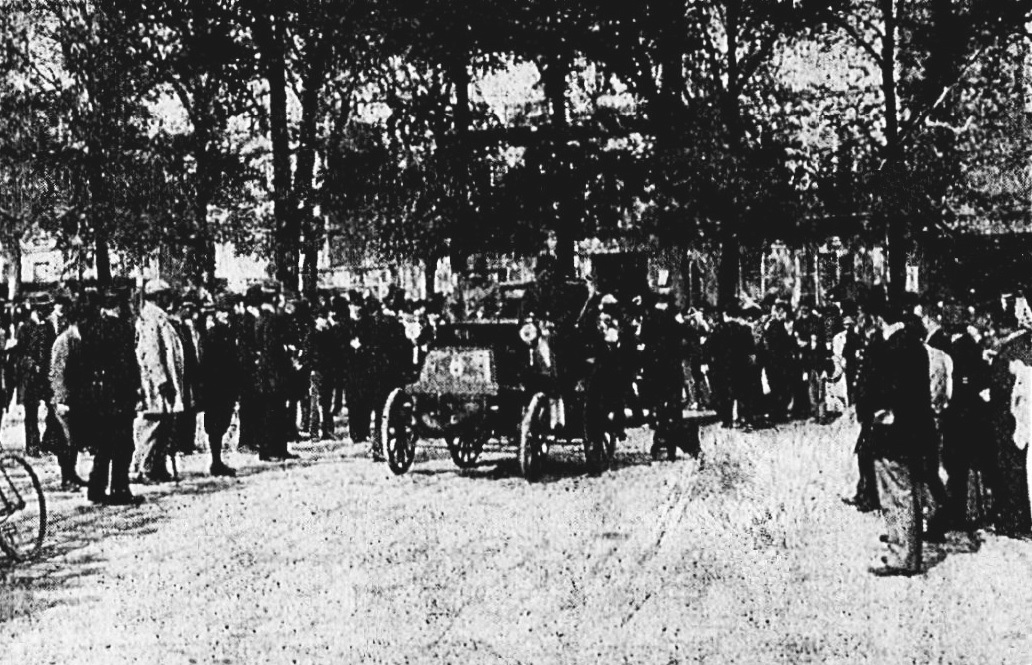
La Panhard & Levassor no 6 d'Émile Mayade, à Versailles.

- - 9 h 0, l'avenue de Saint-Cloud et la place d'armes sont envahies par la foule.
  - 9 h 35, arrivée des premiers concurrents précédé d'un tricycle Bollée.
  - 10 h 15, tous les concurrents sont face à leur numéro, sur des pancartes accrochées aux arbres de la place d'armes.
  - 11 h 0, le départ est donné par M. Berlier, le numéro 33 part le premier, suivi des numéros 41, 29 et 30. Après quelles centaines de mètres sur l'avenue de Paris, la voiture no 33 renverse et blesse M. Levy, un piéton, qui est immédiatement conduit dans une pharmacie. Ce qui entraine l'arrêt de la course et un nouveau départ est donné (sauf pour le no 33 qui continue son chemin).
  - 11 h 10, le départ est redonné aux numéro 41, no 29, no 30, no 6, no 44, no 5, no 42, no 12, no 20, no 8, no 9, no 26, no 45, (14 voitures)
    - puis l'ordre diverge :
      - Le Figaro : no 28, no 46, no 7, no 24, no 25, no 10, no 47, no 23, no 21, no 43,
      - Le Petit Journal : (no 24 ?), no 25, no 28, no 46, no 47, no 7, (no 24 ?),
      - La Presse : no 28, no 46, no 7, no 24, no 25, no 10, no 39, no 21, no 47,
      - Le Gaulois : no 37, no 28, no 46, no 7, no 24, no 25, no 10, no 47, no 23, no 21,

    - puis les < 150 kg, classe B :
      - le Figaro : no 52(B), no 14(B), no 51(B), no 15(B), no 13(B),
      - le Petit Journal : no 13(B), no 14(B), no 51(B), no 52(B),
      - la Presse : no 52(B), no 15(B), no 51(B), no 13(B), no 14(B), puis les voitures no 43 et no 23
      - le Gaulois : no 52(B), no 14(B), no 51(B), no 13(B), no 15(B), puis la voiture no 43

    - En résumé, sont partis :
      - Pour le Figaro : 24 voitures + 5(B)
      - Pour le Petit Journal : 20 ou 21 voitures + 4(B)
      - Pour la Presse : 23 voitures + 5(B) + 2 voitures
      - Pour le Gaulois : 24 voitures + 5(B) + 1 voiture

  - 11 h 30, le départ est terminé.

Le no 12 prend rapidement la tête. Le no 6 perd beaucoup de temps à la suite d'un accident.

Le no 5 doit s'arrêter et perd du temps.

Le no 37 casse un boulon et s'arrête quelques minutes pour le réparer.
- Melun :

| Heure d'arrivée | no    | Pilote                    | Écurie                                     | Observations          |
| --------------- | ----- | ------------------------- | ------------------------------------------ | --------------------- |
| 12 h 53         | 12    | Jules-Albert de Dion      | De Dion-Bouton                             | 13 h 4 pour la Presse |
| 13 h 5          | 21    | Amédée Bollée             | Bollée                                     |                       |
| 13 h 9          | 47    | Léon Bollée               | Bollée                                     |                       |
| 13 h 13         | 41    | Ernest Archdeacon         | Delahaye                                   |                       |
| 13 h 18         | 51(B) | Joseph Collomb            | Clère                                      |                       |
| 13 h 22         | 20    |                           | Bollée                                     |                       |
| 13 h 26         | 52(B) |                           | Chevalier                                  |                       |
| 13 h 27         | 8     | M. Merkel / René de Knyff | Panhard et Levassor                        |                       |
| 13 h 27         | 42    | Émile Delahaye            | Delahaye                                   |                       |
| 13 h 30         | 26    |                           | Landry et Beyroux                          |                       |
| 13 h 32         | 7     | M. Dubois                 | Panhard et Levassor                        |                       |
| 13 h 34         | 28    | Édouard Rossel            | Rossel                                     |                       |
| 13 h 41         | 13(B) | M. Viet                   | Charron                                    |                       |
| 13 h 42         | 15(B) |                           | Delieuvin                                  |                       |
| 13 h 52         | 44    | Auguste Doriot            | Peugeot                                    |                       |
| 14 h 1          | 14(B) |                           | Chasseloup-Laubat                          |                       |
| 14 h 7          | 30    |                           | Maison Parisienne des Voitures Automobiles |                       |
| 14 h 7          | 46    | Peugeot                   |                                            |                       |
| 14 h 9          | 29    |                           | Maison Parisienne des Voitures Automobiles |                       |
| 14 h 12         | 45    |                           | Peugeot                                    |                       |
| 14 h 12         | 43    |                           | Rochet-Schneider                           |                       |
| 14 h 18         | 9     | M. Lebrun                 | Lebrun                                     |                       |
| 14 h 18         | 5     | Émile Levassor            | Panhard et Levassor                        |                       |
| 14 h 30         | 24    |                           | Triouleyre                                 |                       |
| 14 h 34         | 23    |                           | Michelin                                   |                       |
| 14 h 35         | 37    | Gaston Tissandier         | Tissandier                                 |                       |
| 16 h 44         | 39    |                           | Michelin                                   |                       |
| 16 h 45         | 6     | Émile Mayade              | Panhard et Levassor                        |                       |

Le no 12 a un accident et perd beaucoup de temps.
- Montereau :

| Heure d'arrivée | no    | Pilote                    | Écurie                                     | Observations |
| --------------- | ----- | ------------------------- | ------------------------------------------ | ------------ |
| 14 h 5          | 47    | Léon Bollée               | Bollée                                     |              |
| 14 h 17         | 41    | Ernest Archdeacon         | Delahaye                                   |              |
| 14 h 20         | 51(B) | Joseph Collomb            | Clère                                      |              |
| 14 h 35         | 20    |                           | Bollée                                     |              |
| 14 h 36         | 52(B) |                           | Chevalier                                  |              |
| 14 h 37         | 8     | M. Merkel / René de Knyff | Panhard et Levassor                        |              |
| 14 h 42         | 26    |                           | Landry et Beyroux                          |              |
| 14 h 43         | 7     | M. Dubois                 | Panhard et Levassor                        |              |
| 14 h 45         | 42    | Émile Delahaye            | Delahaye                                   |              |
| 14 h 47         | 13(B) | M. Viet                   | Charron                                    |              |
| 14 h 50         | 15(B) |                           | Delieuvin                                  |              |
| 14 h 59         | 21    | Amédée Bollée             | Bollée                                     |              |
| 15 h 6          | 28    | Édouard Rossel            | Rossel                                     |              |
| 15 h 10         | 45    |                           | Peugeot                                    |              |
| 15 h 15         | 5     | Émile Levassor            | Panhard et Levassor                        |              |
| 15 h 30         | 14(B) |                           | Chasseloup-Laubat                          |              |
| 15 h 30         | 12    | Jules-Albert de Dion      | De Dion-Bouton                             |              |
| 15 h 40         | 30    |                           | Maison Parisienne des Voitures Automobiles |              |
| 15 h 40         | 44    | Auguste Doriot            | Peugeot                                    |              |
| 15 h 43         | 29    |                           | Maison Parisienne des Voitures Automobiles |              |
| 15 h 48         | 43    |                           | Rochet-Schneider                           |              |
| 15 h 55         | 37    | Gaston Tissandier         | Tissandier                                 |              |
| 16 h 0          | 9     | M. Lebrun                 | Lebrun                                     |              |
| 16 h 0          | 46    | Berlet                    | Peugeot                                    |              |
| 16 h 17         | 24    |                           | Triouleyre                                 |              |
| 17 h 50         | 6     | Émile Mayade              | Panhard et Levassor                        |              |
| 17 h 58         | 39    |                           | Michelin                                   |              |
| 18 h 0          | 23    |                           | Michelin                                   |              |

- Pont-sur-Yonne :

| Heure d'arrivée | no    | Pilote                    | Écurie              | Observations |
| --------------- | ----- | ------------------------- | ------------------- | ------------ |
| 14 h 47         | 47    | Léon Bollée               | Bollée              |              |
| 15 h 8          | 51(B) | Joseph Collomb            | Clère               |              |
| 15 h 9          | 41    | Ernest Archdeacon         | Delahaye            |              |
| 15 h 18         | 20    |                           | Bollée              |              |
| 15 h 33         | 8     | M. Merkel / René de Knyff | Panhard et Levassor |              |
| 15 h 35         | 26    |                           | Landry et Beyroux   |              |
| 15 h 38         | 7     | M. Dubois                 | Panhard et Levassor |              |

- Sens :

| Heure d'arrivée | no    | Pilote                      | Écurie                                     | Observations |
| --------------- | ----- | --------------------------- | ------------------------------------------ | ------------ |
| 15 h 5          | 47    | Léon Bollée                 | Bollée                                     |              |
| 15 h 29         | 41    | Ernest Archdeacon           | Delahaye                                   |              |
| 15 h 32         | 51(B) | Joseph Collomb              | Clère                                      |              |
| 15 h 37         | 20    |                             | Bollée                                     |              |
| 15 h 57         | 8     | M. Merkel / René de Knyff   | Panhard et Levassor                        |              |
| 15 h 58         | 21    | Amédée Bollée               | Bollée                                     |              |
| 16 h 0          | 26    |                             | Landry et Beyroux                          |              |
| 16 h 1          | 7     | M. Dubois                   | Panhard et Levassor                        |              |
| 16 h 5          | 42    | Émile Delahaye              | Delahaye                                   |              |
| 16 h 8          | 45    |                             | Peugeot                                    |              |
| 16 h 13         | 13(B) | M. Viet                     | Charron                                    |              |
| 16 h 13         | 15(B) |                             | Delieuvin                                  |              |
| 16 h 18         | 5     | Émile Levassor              | Panhard et Levassor                        |              |
| 16 h 22         | 52(B) |                             | Chevalier                                  |              |
| 16 h 38         | 28    | Édouard Rossel              | Rossel                                     |              |
| 16 h 49         | 44    | Auguste Doriot              | Peugeot                                    |              |
| 17 h 9          | 43    |                             | Rochet-Schneider                           |              |
| 17 h 11         | 14(B) |                             | Chasseloup-Laubat                          |              |
| 17 h 15         | 46    | Berlet                      | Peugeot                                    |              |
| 17 h 22         | 30    |                             | Maison Parisienne des Voitures Automobiles |              |
| 17 h 29         | 37    | Gaston Tissandier           | Tissandier                                 |              |
| 17 h 51         | 29    |                             | Maison Parisienne des Voitures Automobiles |              |
| 18 h 2          | 9     | M. Lebrun                   | Lebrun                                     |              |
| 18 h 38         | 24    |                             | Triouleyre                                 |              |
| 19 h 15         | 6     | Émile Mayade                | Panhard et Levassor                        |              |
| Vendredi 25     |       |                             |                                            |              |
| 5 h 58          | 10    | Gaston de Chasseloup-Laubat | De Dion-Bouton                             |              |

- Villeneuve-sur-Yonne :

| Heure d'arrivée | no | Pilote                    | Écurie              | Observations |
| --------------- | -- | ------------------------- | ------------------- | ------------ |
| 15 h 40         | 47 | Léon Bollée               | Bollée              |              |
| 15 h 58         | 41 | Ernest Archdeacon         | Delahaye            |              |
| 16 h 15         | 20 |                           | Bollée              |              |
| 16 h 22         | 21 | Amédée Bollée             | Bollée              |              |
| 16 h 27         | 8  | M. Merkel / René de Knyff | Panhard et Levassor |              |
| 16 h 31         | 26 |                           | Landry et Beyroux   |              |
| 16 h 34         | 7  | M. Dubois                 | Panhard et Levassor |              |
| 16 h 35         | 45 |                           | Peugeot             |              |
| 16 h 37         | 42 | Émile Delahaye            | Delahaye            |              |
| 16 h 53         | 5  | Émile Levassor            | Panhard et Levassor |              |

- Joigny :

| Heure d'arrivée | no    | Pilote                      | Écurie                                     | Observations |
| --------------- | ----- | --------------------------- | ------------------------------------------ | ------------ |
| 14 h 5          | 47    | Léon Bollée                 | Bollée                                     |              |
| 16 h 30         | 51(B) | Joseph Collomb              | Clère                                      |              |
| 16 h 39         | 41    | Ernest Archdeacon           | Delahaye                                   |              |
| 16 h 55         | 21    | Amédée Bollée               | Bollée                                     |              |
| 17 h 4          | 20    |                             | Bollée                                     |              |
| 17 h 7          | 8     | M. Merkel / René de Knyff   | Panhard et Levassor                        |              |
| 17 h 15         | 7     | M. Dubois                   | Panhard et Levassor                        |              |
| 17 h 15         | 5     | Émile Levassor              | Panhard et Levassor                        |              |
| 17 h 17         | 42    | Émile Delahaye              | Delahaye                                   |              |
| 17 h 21         | 13(B) | M. Viet                     | Charron                                    |              |
| 17 h 21         | 15(B) |                             | Delieuvin                                  |              |
| 17 h 25         | 26    |                             | Landry et Beyroux                          |              |
| 17 h 30         | 52(B) |                             | Chevalier                                  |              |
| 17 h 55         | 45    |                             | Peugeot                                    |              |
| 17 h 56         | 44    | Auguste Doriot              | Peugeot                                    |              |
| 18 h 14         | 28    | Édouard Rossel              | Rossel                                     |              |
| 18 h 15         | 43    |                             | Rochet-Schneider                           |              |
| 18 h 34         | 14(B) |                             | Chasseloup-Laubat                          |              |
| 18 h 41         | 46    | Berlet                      | Peugeot                                    |              |
| 18 h 43         | 37    | Gaston Tissandier           | Tissandier                                 |              |
| 18 h 53         | 30    |                             | Maison Parisienne des Voitures Automobiles |              |
| 19 h 27         | 29    |                             | Maison Parisienne des Voitures Automobiles |              |
| 19 h 59         | 9     | M. Lebrun                   | Lebrun                                     |              |
| 20 h 20         | 6     | Émile Mayade                | Panhard et Levassor                        |              |
| 20 h 45         | 24    |                             | Triouleyre                                 |              |
| Vendredi 25     |       |                             |                                            |              |
| 7 h 0           | 10    | Gaston de Chasseloup-Laubat | De Dion-Bouton                             |              |

- Appoigny :

| Heure d'arrivée | no    | Pilote                    | Écurie              | Observations |
| --------------- | ----- | ------------------------- | ------------------- | ------------ |
| 16 h 47         | 47    | Léon Bollée               | Bollée              |              |
| 17 h 8          | 51(B) | Joseph Collomb            | Clère               |              |
| 17 h 20         | 41    | Ernest Archdeacon         | Delahaye            |              |
| 17 h 30         | 21    | Amédée Bollée             | Bollée              |              |
| 17 h 46         | 20    |                           | Bollée              |              |
| 17 h 47         | 8     | M. Merkel / René de Knyff | Panhard et Levassor |              |

- Auxerre :

Personne ne circule dans les rues d'Auxerre, toute la population s'étant échelonnée le long de la route de Joigny.
| Heure d'arrivée | no    | Pilote                      | Écurie                                     | Temps de l'étape (180 km) |
| --------------- | ----- | --------------------------- | ------------------------------------------ | ------------------------- |
| 17 h 3          | 47    | Léon Bollée                 | Bollée                                     | 5 h 31                    |
| 17 h 29         | 51(B) | Joseph Collomb              | Clère                                      | 5 h 57                    |
| 17 h 43         | 41    | Ernest Archdeacon           | Delahaye                                   | 6 h 35                    |
| 17 h 53         | 21    | Amédée Bollée               | Bollée                                     | 6 h 25                    |
| 18 h 9          | 8     | M. Merkel / René de Knyff   | Panhard et Levassor                        | 6 h 52                    |
| 18 h 11         | 5     | Émile Levassor              | Panhard et Levassor                        | 7 h 2                     |
| 18 h 18         | 7     | M. Dubois                   | Panhard et Levassor                        | 6 h 54                    |
| 18 h 25         | 42    | Émile Delahaye              | Delahaye                                   | 7 h 11                    |
| 18 h 26         | 20    |                             | Bollée                                     | 7 h 10                    |
| 18 h 31         | 13(B) | M. Viet                     | Charron                                    | 6 h 58                    |
| 18 h 31         | 15(B) |                             | Delieuvin                                  | 7 h 36                    |
| 18 h 33         | 26    |                             | Landry et Beyroux                          | 7 h 14                    |
| 18 h 55         | 44    | Auguste Doriot              | Peugeot                                    | 7 h 43                    |
| 19 h 1          | 52(B) |                             | Chevalier                                  | 7 h 31                    |
| 19 h 26         | 45    |                             | Peugeot                                    | 8 h 6                     |
| 19 h 46         | 28    | Édouard Rossel              | Rossel                                     | 8 h 25                    |
| 19 h 51         | 46    | Berlet                      | Peugeot                                    | 8 h 29                    |
| 19 h 52         | 43    |                             | Rochet-Schneider                           | 8 h 17                    |
| 19 h 59         | 14(B) |                             | Chasseloup-Laubat                          | 8 h 25                    |
| 20 h 6          | 37    | Gaston Tissandier           | Tissandier                                 | 8 h 53                    |
| 20 h 19         | 30    |                             | Maison Parisienne des Voitures Automobiles | ~                         |
| 22 h 34         | 24    |                             | Triouleyre                                 | ~                         |
| 23 h 17         | 39    |                             | Michelin                                   | ~                         |
| 23 h 56         | 23    |                             | Michelin                                   | ~                         |
| Vendredi 25     |       |                             |                                            |                           |
| 8 h 0           | 10    | Gaston de Chasseloup-Laubat | De Dion-Bouton                             | ~                         |

Après avoir signé au contrôle des arrivées, tenu par M. Leclair, M. Rouillé, M. de Just, M. Cerneau, M. Gibier, M. Dupré, les concurrents conduisent leur voiture au parc fermé.

À partir de 19 heures, les voitures arrivent avec leurs feux allumés: blanc à l'avant et rouge à l'arrière (déjà).

### Auxerre - Dijon (150km)

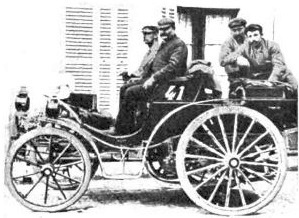
n°41 Delahaye à pneumatiques Michelin piloté par Ernest Archdeacon.

Vendredi 25 septembre : pluie froide et bourrasque de vent mais de nombreux spectateurs sont présents sous leur parapluie, pour assister au départ. Le départ est donné par M. Hérard.
- Auxerre :
  - 7 h 8 no 47
  - puis, à une minute d'intervalle, no 51(B), no 41, no 8, no 5, no 7, no 42, no 30, no 26, no 46, no 21, no 9, no 29, no 13(B), no 15(B), no 44, no 37, no 45, no 14(B), no 6, no 24, no 39, no 52(B), no 43, no 20, no 28, no 23.

27 véhicules sont partis.
- L'Auberge Neuve Hameau, Augy, Champs-sur-Yonne, Vincelles

- Cravant :

| Heure d'arrivée | no    | Pilote            | Écurie   | Observations |
| --------------- | ----- | ----------------- | -------- | ------------ |
| 7 h 40          | 47    | Léon Bollée       | Bollée   |              |
| 7 h 41          | 51(B) | Joseph Collomb    | Clère    |              |
| 7 h 43          | 41    | Ernest Archdeacon | Delahaye |              |

- Vermenton :

| Heure d'arrivée | no    | Pilote         | Écurie              | Observations |
| --------------- | ----- | -------------- | ------------------- | ------------ |
| 7 h 47          | 47    | Léon Bollée    | Bollée              |              |
| 7 h 48          | 51(B) | Joseph Collomb | Clère               |              |
| 7 h 50          | 5     | Émile Levassor | Panhard et Levassor |              |

Les no 41 et no 42 ont dû changer un pneu crevé et sont repartis.
- Lucy-sur-Cure, Arcy-sur-Cure, Voutenay-sur-Cure, Sermizelles,

- Avallon :

| Heure d'arrivée | no | Pilote         | Écurie              | Observations   |
| --------------- | -- | -------------- | ------------------- | -------------- |
| 9 h 0           | 5  | Émile Levassor | Panhard et Levassor |                |
| 9 h 11          | 33 |                | Fisson              | (le revoilà ?) |
| 9 h 18          | 21 | Amédée Bollée  | Bollée              |                |

- la Tuilerie de La Cerce, Cussy-les-Forges, Sainte-Magnance, Rouvray, Vernon, Clermont, Chamont, Jadron, Villars-Dompierre, Aisy-sous-Thil,

- Précy-sous-Thil :

Le no 20 heurte un arbre tombé sur la route, les quatre personnes à bord sont éjectées du véhicule qui est trop abimé pour repartir.
- La Maison Rouge, Le Pont Royal,

- Vitteaux :

| Heure d'arrivée | no    | Pilote         | Écurie              | Observations |
| --------------- | ----- | -------------- | ------------------- | ------------ |
| 11 h 43         | 5     | Émile Levassor | Panhard et Levassor |              |
| 11 h 57         | 6     | Émile Mayade   | Panhard et Levassor |              |
| 12 h 19         | 51(B) | Joseph Collomb | Clère               |              |

- Saffres, Uncey-le-Franc, Grosbois-en-Montagne, Aubigny-lès-Sombernon, Sombernon, Pont de Pany, La Cude, Plombières-lès-Dijon,

- Dijon :

Le contrôle est situé à la brasserie du Lion de Belfort.
| Heure d'arrivée | no    | Pilote                    | Écurie                                     | Temps de l'étape (150 km) | Temps général intermédiaire (330 km) |
| --------------- | ----- | ------------------------- | ------------------------------------------ | ------------------------- | ------------------------------------ |
| 14 h 3          | 5     | Émile Levassor            | Panhard et Levassor                        | 6 h 51                    | 13 h 54                              |
| 14 h 8          | 6     | Émile Mayade              | Panhard et Levassor                        | 6 h 39                    | 16 h 46                              |
| 15 h 35         | 8     | M. Merkel / René de Knyff | Panhard et Levassor                        | 8 h 24                    | 15 h 16                              |
| 15 h 37         | 7     | M. Dubois                 | Panhard et Levassor                        | 8 h 24                    | 15 h 18                              |
| 15 h 57         | 44    | Auguste Doriot            | Peugeot                                    | 8 h 34                    | 16 h 18                              |
| 15 h 58         | 43    |                           | Rochet-Schneider                           | 8 h 25                    | 19 h 42                              |
| 16 h 18         | 13(B) | M. Viet                   | Charron                                    | 8 h 57                    | 15 h 56                              |
| 16 h 42         | 46    | Berlet                    | Peugeot                                    | 9 h 25                    | 17 h 54                              |
| 16 h 54         | 41    | Ernest Archdeacon         | Delahaye                                   | 9 h 44                    | 16 h 20                              |
| 17 h 38         | 30    |                           | Maison Parisienne des Voitures Automobiles | 10 h 23                   | 19 h 32                              |
| 18 h 11         | 51(B) | Joseph Collomb            | Clère                                      | 11 h 2                    | 16 h 59                              |
| 18 h 50         | 29    |                           | Maison Parisienne des Voitures Automobiles | 11 h 30                   | 21 h 21                              |
| 19 h 15         | 26    |                           | Landry et Beyroux                          | 11 h 59                   | 19 h 13                              |
| 19 h 17         | 9     | M. Lebrun                 | Lebrun                                     | 11 h 58                   | 22 h 32                              |
| 20 h 55         | 15(B) |                           | Delieuvin                                  | 13 h 33                   | 21 h 9                               |
| 21 h 58         | 45    |                           | Peugeot                                    | ~                         | ~                                    |
| Samedi 26       |       |                           |                                            |                           |                                      |
| 1 h 28          | 42    | Émile Delahaye            | Delahaye                                   | ~                         | ~                                    |

Dix-sept véhicules arrivent à Dijon. Le parc fermé est situé aux Docks de Bourgogne, boulevard Voltaire.
Toute la journée, la pluie et le vent ont interrompu les communications télégraphiques et provoqué des retards dans le transport ferroviaire. Des arbres renversés sur la route ont obligé certains concurrents à faire des détours de plusieurs kilomètres.
Les no 47 et no 24 ont abandonné. Le no 28, devant gravir une forte côte, les passagers durent descendre pour alléger et pousser la machine ; mais arrivés en haut, une rafale de vent fit lâcher les « pousseurs » et le véhicule dévalant la pente, finit sa course dans un fossé et ne pourra pas repartir.

### Dijon - Lyon (200km)
Samedi 26 septembre : le départ est donné par M. Herard, la foule est échelonnée le long du boulevard Sévigné.
- Dijon :
  - 7 h 32 no 5
  - puis no 6, no 8, no 7, no 44, no 43, no 29, no 13(B), no 30, no 46, no 9, no 41, no 51(B), no 26, no 15(B), no 42

- Gevrey-Chambertin :

| Heure d'arrivée | no | Pilote                    | Écurie              | Observations |
| --------------- | -- | ------------------------- | ------------------- | ------------ |
| 7 h 50          | 5  | Émile Levassor            | Panhard et Levassor |              |
| 7 h 50          | 6  | Émile Mayade              | Panhard et Levassor |              |
| 7 h 54          | 8  | M. Merkel / René de Knyff | Panhard et Levassor |              |
| 7 h 54          | 43 |                           | Rochet-Schneider    |              |

- Vougeot, Vosne-Romanée,

- Nuits-Saint-Georges :

| Heure d'arrivée | no | Pilote         | Écurie              | Observations |
| --------------- | -- | -------------- | ------------------- | ------------ |
| 8 h 11          | 6  | Émile Mayade   | Panhard et Levassor |              |
| 8 h 14          | 5  | Émile Levassor | Panhard et Levassor |              |
| 8 h 16          | 43 |                | Rochet-Schneider    |              |

- Premeaux, Comblanchien, Ladoix-Serrigny,

- Beaune :

| Heure d'arrivée | no    | Pilote       | Écurie              | Observations |
| --------------- | ----- | ------------ | ------------------- | ------------ |
| 8 h 42          | 6     | Émile Mayade | Panhard et Levassor |              |
| 8 h 46          | 43    |              | Rochet-Schneider    |              |
| 8 h 49          | 13(B) | M. Viet      | Charron             |              |

- l'hôpital de Meursault, Corpeau,

- Chagny :

| Heure d'arrivée | no    | Pilote       | Écurie              | Observations |
| --------------- | ----- | ------------ | ------------------- | ------------ |
| 9 h 10          | 6     | Émile Mayade | Panhard et Levassor |              |
| 9 h 18          | 43    |              | Rochet-Schneider    |              |
| 9 h 24          | 13(B) | M. Viet      | Charron             |              |

- Le Gauchard, Champforgeuil,

- Chalon-sur-Saône :

| Heure d'arrivée | no | Pilote         | Écurie              | Observations |
| --------------- | -- | -------------- | ------------------- | ------------ |
| 9 h 47          | 6  | Émile Mayade   | Panhard et Levassor |              |
| 9 h 53          | 43 |                | Rochet-Schneider    |              |
| 9 h 59          | 44 | Auguste Doriot | Peugeot             |              |

- Saint-Loup-de-Varennes, Beaumont-sur-Grosne, Sennecey-le-Grand, Tournus, Le Villars, la Tuillerie d'Uchizy, Montbellet, Fleurville

- Vérizet :

Le no 43 casse une roue à la suite d'un choc contre une vache, il est remorqué jusqu'à Mâcon où il abandonne la course; M. Schneider est sérieusement blesser à la jambe droite.
- Saint-Albain, Mouge, Saint-Jean-le-Priche,

- Mâcon :

| Heure d'arrivée | no | Pilote         | Écurie              | Observations |
| --------------- | -- | -------------- | ------------------- | ------------ |
| 11 h 49         | 6  | Émile Mayade   | Panhard et Levassor |              |
| 12 h 11         | 5  | Émile Levassor | Panhard et Levassor |              |
| 12 h 18         | 44 | Auguste Doriot | Peugeot             |              |

- Saint-Clément,

- Crêches-sur-Saône :

| Heure d'arrivée | no | Pilote         | Écurie              | Observations |
| --------------- | -- | -------------- | ------------------- | ------------ |
| 12 h 10         | 6  | Émile Mayade   | Panhard et Levassor |              |
| 12 h 25         | 5  | Émile Levassor | Panhard et Levassor |              |
| 12 h 37         | 44 | Auguste Doriot | Peugeot             |              |

- Pontanevaux, La Maison Blanche, Saint-Jean-d'Ardières,

- Saint-Georges-de-Reneins :

| Heure d'arrivée | no | Pilote         | Écurie              | Observations |
| --------------- | -- | -------------- | ------------------- | ------------ |
| 12 h 43         | 6  | Émile Mayade   | Panhard et Levassor |              |
| 13 h 3          | 5  | Émile Levassor | Panhard et Levassor |              |
| 13 h 10         | 44 | Auguste Doriot | Peugeot             |              |

- l'Ave Maria,

- Villefranche-sur-Saône :

Le no 7, piloté par M. Dubois roulant à toute vitesse dans la descente très raide de la Grande-Rue qui traverse la ville; pour éviter un véhicule, il vire brusquement et renversa les six passagers; cinq passagers se relevant avec quelques contusions mais le 6e passager, M. Nobles est blessé plus sérieusement et doit être transporté à l'hôpital l'Hôtel-Dieu de Villefranche.
- Anse, Ambérieux, Grand Veissieux, Quincieux, Saint-Germain-au-Mont-d'Or,

- Neuville-sur-Saône :

| Heure d'arrivée | no | Pilote         | Écurie              | Observations |
| --------------- | -- | -------------- | ------------------- | ------------ |
| 13 h 39         | 6  | Émile Mayade   | Panhard et Levassor |              |
| 14 h 6          | 5  | Émile Levassor | Panhard et Levassor |              |
| 14 h 15         | 44 | Auguste Doriot | Peugeot             |              |

- Fleurieu-sur-Saône, Rochetaillée-sur-Saône, Fontaines-sur-Saône,

- Lyon :

Arrivée par les quais de Cuire et de Serin.
| Heure d'arrivée | no    | Pilote                    | Écurie                                     | Temps de l'étape (200 km) | Temps général intermédiaire (530 km) |
| --------------- | ----- | ------------------------- | ------------------------------------------ | ------------------------- | ------------------------------------ |
| 14 h 2          | 6     | Émile Mayade              | Panhard et Levassor                        | 6 h 29                    | 23 h 15                              |
| 14 h 33         | 5     | Émile Levassor            | Panhard et Levassor                        | 7 h 1                     | 20 h 55                              |
| 14 h 40         | 44    | Auguste Doriot            | Peugeot                                    |                           | 23 h 22                              |
| 14 h 40         | 46    | Berlet                    | Peugeot                                    |                           | 24 h 54                              |
| 14 h 55         | 13(B) | M. Viet                   | Charron                                    |                           | 23 h 12                              |
| 14 h 58         | 8     | M. Merkel / René de Knyff | Panhard et Levassor                        | 7 h 24                    | 22 h 40                              |
| 15 h 45         | 51(B) | Joseph Collomb            | Clère                                      |                           | 24 h 51                              |
| 16 h 22         | 41    | Ernest Archdeacon         | Delahaye                                   |                           | 24 h 58                              |
| 16 h 28         | 15(B) |                           | Delieuvin                                  |                           | 29 h 52                              |
| 17 h 6          | 42    | Émile Delahaye            | Delahaye                                   |                           | 34 h 44                              |
| 17 h 36         | 30    |                           | Maison Parisienne des Voitures Automobiles |                           | 29 h 28                              |
| 20 h 4          | 29    |                           | Maison Parisienne des Voitures Automobiles |                           | ~                                    |
| 21 h 10         | 9     | M. Lebrun                 | Lebrun                                     |                           | ~                                    |
| 21 h 20         | 26    |                           | Landry et Beyroux                          |                           | ~                                    |

Le parc fermé est installé au manège Doué.

### Lyon - Avignon (220km)
Dimanche 27 septembre : le départ est donné sous quelques timides rayons de soleil.
- Lyon :
  - 7 h 22 no 6
  - puis no 5, no 44, no 46, no 13(B), no 8, no 51(B), no 41, no 42, no 30, no 29, no 26, no 9, no 15(B)

- Saint-Fons, La Bégude, Feyzin, Saint-Symphorien-d'Ozon, Les Pins,

- Vienne :

| Heure d'arrivée | no | Pilote         | Écurie              | Observations |
| --------------- | -- | -------------- | ------------------- | ------------ |
| 8 h 23          | 6  | Émile Mayade   | Panhard et Levassor |              |
| 8 h 23          | 5  | Émile Levassor | Panhard et Levassor |              |
| 8 h 24          | 44 | Auguste Doriot | Peugeot             |              |

- Reventin-Vaugris, Auberives-sur-Varèze, Le Péage-de-Roussillon, Salaise-sur-Sanne, Saint-Rambert-d'Albon, Creux de la Thine, Laveyron, Saint-Vallier, Ponsas, Serves-sur-Rhône, Érôme, Pont-de-l'Isère,

- Valence :

| Heure d'arrivée | no | Pilote         | Écurie              | Observations |
| --------------- | -- | -------------- | ------------------- | ------------ |
| 10 h 40         | 5  | Émile Levassor | Panhard et Levassor |              |
| 10 h 45         | 44 | Auguste Doriot | Peugeot             |              |
| 10 h 50         | 46 | Berlet         | Peugeot             |              |

Le no 6 a eu ses deux roues brisées.
- Portes-lès-Valence, La Paillasse, Fiancey, Livron-sur-Drôme, Loriol-sur-Drôme, Saulce-sur-Rhône, Leyne, Montélimar, Malataverne, Pierrelatte, Lapalud, Mondragon, Mornas, Piolenc, Orange,

- Courthézon[1] :

La no 5, pilotée par Émile Levassor qui a tenté d'éviter un gros terre-neuve sorti brusquement d'une maison, projette ses deux occupants dont son conducteur contre un arbre, Levassor est blessé au visage, à la hanche et doit suspendre sa participation mais son mécanicien, Charles d'Hostingue, qui est blessé à l'épaule, prend les commandes du véhicule et termine l'étape ; le chien est mort après s'être enfui dans les champs.
- Bédarrides, Sorgues, Le Pontet,

- Avignon :

Le contrôle d'arrivée est installé à la porte Saint-Lazare. Pour l'occasion, une course de taureaux a été annulée.
| Heure d'arrivée | no    | Pilote                    | Écurie                                     | Observation                          | Temps de l'étape (220 km) | Temps général intermédiaire (750 km) |
| --------------- | ----- | ------------------------- | ------------------------------------------ | ------------------------------------ | ------------------------- | ------------------------------------ |
| 15 h 13         | 46    | Berlet                    | Peugeot                                    |                                      |                           | 32 h 42                              |
| 15 h 22         | 13(B) | M. Viet                   | Charron                                    |                                      |                           | 31 h 9                               |
| 15 h 27         | 51(B) | Joseph Collomb            | Clère                                      |                                      |                           | 32 h 50                              |
| 15 h 39         | 41    | Ernest Archdeacon         | Delahaye                                   |                                      |                           | 33 h 9                               |
| 15 h 48         | 8     | M. Merkel / René de Knyff | Panhard et Levassor                        |                                      | 8 h 19                    | 30 h 59                              |
| 16 h 15         | 42    | Émile Delahaye            | Delahaye                                   |                                      |                           | 43 h 29                              |
| 16 h 23         | 44    | Auguste Doriot            | Peugeot                                    |                                      |                           | 32 h 21                              |
| 17 h 4          | 15(B) |                           | Delieuvin                                  | (ou 17 h 24 ou 17 h 40 ou 18 h 40 ?) |                           | 39 h 56                              |
| 17 h 12         | 6     | Émile Mayade              | Panhard et Levassor                        |                                      | 9 h 50                    | 33 h 5                               |
| 17 h 15         | 26    |                           | Landry et Beyroux                          |                                      |                           | 42 h 34                              |
| 17 h 44         | 52(B) |                           | Chevalier                                  |                                      |                           | ~                                    |
| 19 h 55         | 29    |                           | Maison Parisienne des Voitures Automobiles |                                      |                           | 48 h 11                              |
| 20 h 9          | 30    |                           | Maison Parisienne des Voitures Automobiles |                                      |                           | 42 h 16                              |
| 21 h 34         | 5     | Charles d'Hostingue       | Panhard et Levassor                        |                                      | 14 h 5                    | 35 h 6                               |

C'est aujourd'hui (reprit dans les quotidiens), que M. Harry John Lawson, président du Motor-Car-Club de Londres, a annoncé son intention d'organiser une course Londres-Brighton, de l'hôtel Métropole de Londres jusqu'au Brighton-hotel de Brighton et retour (100 miles / 160 km) pour le 8 octobre prochain, après une pause de deux jours à Brighton, retour pour Londres le 11. On peut lire dans L'Écho de Paris : « Détail amusant : on parle de la création d'un autodrome (Pierre Lafitte). »

### Avignon - Marseille (100km)
Lundi 28 septembre : le contrôle de départ est installé à la porte Limbert.
- Avignon :
  - 7 h 37 no 46
  - puis no 13(B), no 51(B), no 41, no 8, no 42, no 44, no 15(B), no 6, no 26, no 29, no 30, no 5, no 52(B)

Le no 26 a un accident à 2 km du départ, il repart après une demi-heure d'arrêt.
- Salon-de-Provence :

| Heure d'arrivée | no    | Pilote         | Écurie              | Observations |
| --------------- | ----- | -------------- | ------------------- | ------------ |
| 8 h 55          | 6     | Émile Mayade   | Panhard et Levassor |              |
| 8 h 58          | 13(B) | M. Viet        | Charron             |              |
| 9 h 2           | 51(B) | Joseph Collomb | Clère               |              |

- Aix-en-Provence :

| Heure d'arrivée | no    | Pilote         | Écurie              | Observations |
| --------------- | ----- | -------------- | ------------------- | ------------ |
| 10 h 7          | 6     | Émile Mayade   | Panhard et Levassor |              |
| 10 h 17         | 13(B) | M. Viet        | Charron             |              |
| 10 h 19         | 44    | Auguste Doriot | Peugeot             |              |

- Marseille :

Le contrôle est situé à Saint-Antoine
| Heure d'arrivée | no    | Pilote                    | Écurie                                     | Temps de l'étape (100 km) | Temps général intermédiaire (850 km) |
| --------------- | ----- | ------------------------- | ------------------------------------------ | ------------------------- | ------------------------------------ |
| 10 h 51         | 6     | Émile Mayade              | Panhard et Levassor                        | 3 h 6                     | 36 h 12                              |
| 10 h 56         | 13(B) | M. Viet                   | Charron                                    | 3 h 18                    | 34 h 27                              |
| 10 h 58         | 44    | Auguste Doriot            | Peugeot                                    | 3 h 15                    | 35 h 36                              |
| 11 h 1          | 51    | Léon Bollée               | Bollée                                     | 3 h 21                    | 36 h 12                              |
| 11 h 4          | 46    | Berlet                    | Peugeot                                    | 3 h 27                    | 36 h 10                              |
| 11 h 8          | 5     | Charles d'Hostingue       | Panhard et Levassor                        | 3 h 19                    | 38 h 25                              |
| 11 h 21         | 8     | M. Merkel / René de Knyff | Panhard et Levassor                        | 3 h 40                    | 34 h 40                              |
| 11 h 27         | 52(B) |                           | Chevalier                                  | ~                         | ~                                    |
| 11 h 30         | 15(B) |                           | Delieuvin                                  | 3 h 46                    | 43 h 42                              |
| 11 h 31         | 41    | Ernest Archdeacon         | Delahaye                                   | 3 h 51                    | 37 h 0                               |
| 11 h 36         | 42    | Émile Delahaye            | Delahaye                                   | 3 h 54                    | 47 h 24                              |
| 12 h 42         | 29    |                           | Maison Parisienne des Voitures Automobiles | 4 h 55                    | 53 h 6                               |
| 12 h 51         | 26    |                           | Landry et Beyroux                          | 5 h 5                     | 47 h 30                              |
| 13 h 52         | 30    |                           | Maison Parisienne des Voitures Automobiles | 6 h 4                     | 48 h 20                              |

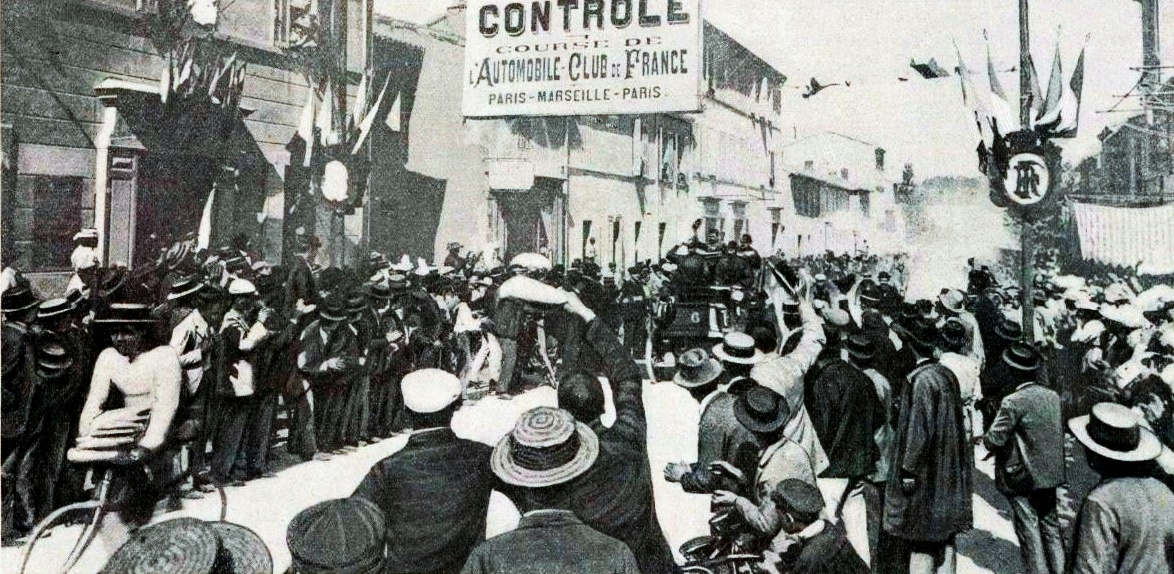
Arrivée à Marseille d'Émile Mayade, le futur vainqueur.

Le parc fermé est situé au casino de la plage à l'extrémité de la promenade du Prado, où le public a pu voir les automobiles toute l'après midi jusqu'à 19 h.
En fin d'après midi, le Touring club de France organise un Lunch pour les membres de l'Automobile Club de France et les concurrents de la course.

### Marseille - Avignon (100km)

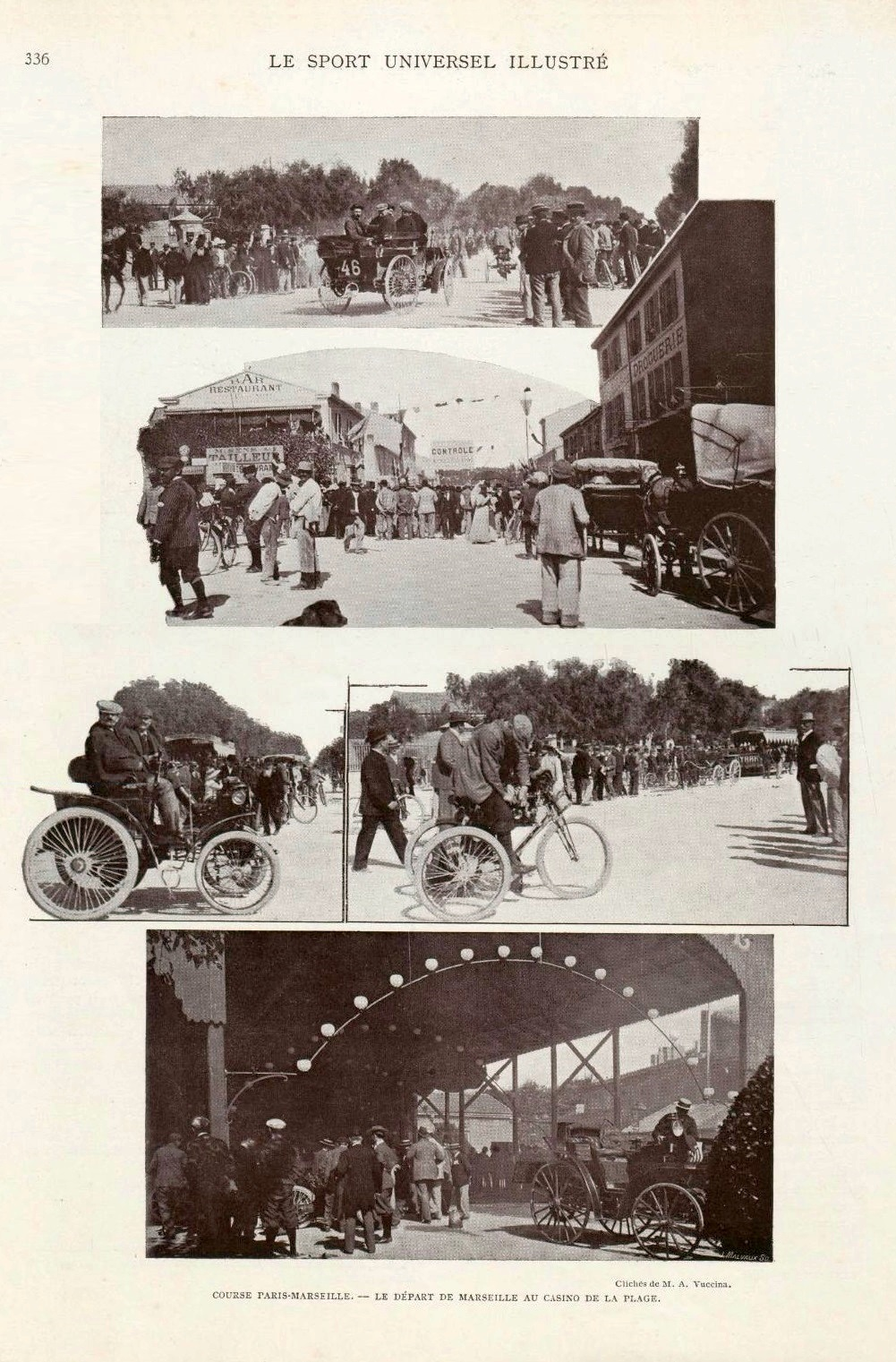
Paris-Marseille-Paris 1896 - départ de Marseille (casino de la Plage, vue du haut, Berlet sur Peugeot au départ).

Mardi 29 septembre : le train spécial ne repart pas pour Paris, il reprend sa mission habituelle ; le baron Van Zuylen, qui louait le train, quitte ses invités et se rend à un rendez-vous à Nice.
- Marseille :
  - 12 h 16 no 6
  - puis no 44, no 46, no 15(B), no 5, no 8, no 41, no 29, no 26, no 51(B), no 13(B), no 52(B),
  - puis (no 30, no 39?, no 42) ou (no 42, no 30, no 7?, no 39?)
  - 14 h 48 no 9 (Arrivée ce matin à 11 h 30)

- La Fare-les-Oliviers :

| Heure d'arrivée | no    | Pilote         | Écurie              | Observations |
| --------------- | ----- | -------------- | ------------------- | ------------ |
| 13 h 0          | 6     | Émile Mayade   | Panhard et Levassor |              |
| 13 h 3          | 15(B) |                | Delieuvin           |              |
| 13 h 3          | 44    | Auguste Doriot | Peugeot             |              |

- Salon-de-Provence :

| Heure d'arrivée | no    | Pilote         | Écurie    | Observations |
| --------------- | ----- | -------------- | --------- | ------------ |
| 14 h 23         | 46    | Berlet         | Peugeot   |              |
| 14 h 25         | 15(B) |                | Delieuvin |              |
| 14 h 30         | 51(B) | Joseph Collomb | Clère     |              |

- Avignon :

300 mètres avant le contrôle, le no 51(B), un tricycle piloté par Joseph Collomb tenait la tète de l'étape lorsque le no 6, piloté par Émile Mayade le dépassa.
| Heure d'arrivée | no    | Pilote                    | Écurie                                     | Observation | Temps de l'étape (100 km) | Temps général intermédiaire (950 km) |
| --------------- | ----- | ------------------------- | ------------------------------------------ | ----------- | ------------------------- | ------------------------------------ |
| 16 h 1          | 6     | Émile Mayade              | Panhard et Levassor                        |             | 3 h 46                    | 39 h 58                              |
| 16 h 1          | 51(B) | Joseph Collomb            | Clère                                      |             |                           | 39 h 49                              |
| 16 h 2          | 15(B) |                           | Delieuvin                                  |             |                           | 47 h 25                              |
| 16 h 3          | 46    | Berlet                    | Peugeot                                    |             |                           | 39 h 56                              |
| 16 h 7          | 8     | M. Merkel / René de Knyff | Panhard et Levassor                        |             | 3 h 47                    | 38 h 27                              |
| 16 h 12         | 5     | Charles d'Hostingue       | Panhard et Levassor                        |             | 3 h 53                    | 42 h 18                              |
| 16 h 16         | 13(B) | M. Viet                   | Charron                                    |             |                           | 38 h 18                              |
| 16 h 20         | 44    | Auguste Doriot            | Peugeot                                    |             |                           | 39 h 39                              |
| 16 h 40         | 26    |                           | Landry et Beyroux                          |             |                           | 51 h 55                              |
| 17 h 3          | 41    | Ernest Archdeacon         | Delahaye                                   |             |                           | 41 h 42                              |
| 17 h 8          | 42    | Émile Delahaye            | Delahaye                                   |             |                           | 52 h 5                               |
| 17 h 41         | 29    |                           | Maison Parisienne des Voitures Automobiles |             |                           | 58 h 25                              |
| 17 h 42         | 52(B) |                           | Chevalier                                  |             |                           | ~                                    |
| 17 h 50         | 39    |                           | Michelin                                   | (?)         |                           | 118 h 16                             |
| 18 h 56         | 30    |                           | Maison Parisienne des Voitures Automobiles |             |                           | 54 h 48                              |
| 21 h 47         | 9     | M. Lebrun                 | Lebrun                                     |             |                           | 98 h 14                              |
| 22 h 45         | 7     | M. Dubois                 | Panhard et Levassor                        |             |                           | 104 h 3                              |

Le no 7 abandonne la course à la suite d'un accident lors de son arrivée de nuit.

### Avignon - Lyon (220km)
Mercredi 30 septembre : M. Émile Levassor qui, à la suite de sa chute, était resté à l'Hôtel d'Europe, n'a pas pu reprendre la course comme il l'espérait et doit « garder la chambre une huitaine de jours ». Il sera de retour sur Paris le 7 octobre.
- Avignon :
  - 7 h 9 no 6
  - puis no 15(B), no 46, no 51(B), no 8, no 5, no 13(B), no 44, no 26, no 41, no 42, no 29, no 30, no 9, no 52(B), no 39

- Sorgues :

| Heure d'arrivée | no    | Pilote         | Écurie              | Observations |
| --------------- | ----- | -------------- | ------------------- | ------------ |
| 7 h 22          | 6     | Émile Mayade   | Panhard et Levassor |              |
| 7 h 33          | 51(B) | Joseph Collomb | Clère               |              |
| 7 h 33          | 44    | Auguste Doriot | Peugeot             |              |

- Orange :

| Heure d'arrivée | no | Pilote                    | Écurie              | Observations |
| --------------- | -- | ------------------------- | ------------------- | ------------ |
| 8 h 0           | 6  | Émile Mayade              | Panhard et Levassor |              |
| 8 h 9           | 5  | Charles d'Hostingue       | Panhard et Levassor |              |
| 8 h 14          | 8  | M. Merkel / René de Knyff | Panhard et Levassor |              |

- Montélimar :

| Heure d'arrivée | no | Pilote              | Écurie              | Observations |
| --------------- | -- | ------------------- | ------------------- | ------------ |
| 9 h 57          | 6  | Émile Mayade        | Panhard et Levassor |              |
| 10 h 7          | 5  | Charles d'Hostingue | Panhard et Levassor |              |
| 10 h 10         | 46 | Berlet              | Peugeot             |              |

- Valence :

| Heure d'arrivée | no | Pilote              | Écurie              | Observations |
| --------------- | -- | ------------------- | ------------------- | ------------ |
| 11 h 31         | 6  | Émile Mayade        | Panhard et Levassor |              |
| 11 h 47         | 5  | Charles d'Hostingue | Panhard et Levassor |              |
| 12 h 3          | 46 | Berlet              | Peugeot             |              |

- Lyon :

Une pluie glaciale accueille les concurrents.
| Heure d'arrivée   | no    | Pilote                    | Écurie                                     | Temps de l'étape (220 km) | Temps général intermédiaire (1 170 km) |
| ----------------- | ----- | ------------------------- | ------------------------------------------ | ------------------------- | -------------------------------------- |
| 15 h 30           | 6     | Émile Mayade              | Panhard et Levassor                        | 8 h 21                    | 48 h 19                                |
| 15 h 59           | 5     | Charles d'Hostingue       | Panhard et Levassor                        | 11 h 42                   | 54 h 3                                 |
| 16 h 14           | 46    | Berlet                    | Peugeot                                    |                           | 48 h 59                                |
| 16 h 45           | 42    | Émile Delahaye            | Delahaye                                   |                           | 61 h 31                                |
| 17 h 3            | 8     | M. Merkel / René de Knyff | Panhard et Levassor                        | 9 h 50                    | 48 h 17                                |
| 17 h 20           | 44    | Auguste Doriot            | Peugeot                                    |                           | 49 h 44                                |
| 17 h 40           | 15(B) |                           | Delieuvin                                  |                           | 57 h 56                                |
| 18 h 2            | 39    |                           | Michelin                                   |                           | 120 h 3                                |
| 18 h 39           | 13(B) | M. Viet                   | Charron                                    |                           | 49 h 42                                |
| 18 h 41           | 41    | Ernest Archdeacon         | Delahaye                                   |                           | 53 h 5                                 |
| 20 h 1            | 51(B) | Joseph Collomb            | Clère                                      |                           | 52 h 38                                |
| 20 h 37           | 30    |                           | Maison Parisienne des Voitures Automobiles |                           | 68 h 4                                 |
| 21 h 23           | 29    |                           | Maison Parisienne des Voitures Automobiles |                           | 72 h 28                                |
| 21 h 47           | 52(B) |                           | Chevalier                                  |                           | ~                                      |
| 23 h 40           | 26    |                           | Landry et Beyroux                          |                           | ~                                      |
| Jeudi 1er octobre |       |                           |                                            |                           |                                        |
| 4 h 38            | 9     | M. Lebrun                 | Lebrun                                     |                           | ~                                      |

### Lyon - Dijon (200km)
Jeudi 1er octobre : le départ est donné par M. Hérard.
- Lyon :
  - 7 h 37 no 6
  - puis no 5, no 46, no 42, no 8, no 44, no 15(B), no 39, no 13(B), no 41, no 51(B), no 30, no 29, no 52(B), no 9
  - 12 h 0 no 26

- Fontaines-sur-Saône, Rochetaillée-sur-Saône, Neuville-sur-Saône, Route de Saint-Germain au Mont-d'Or, Port Mâcon, Quincieux, Grand Veissieux, Ambérieux, Anse,

- Villefranche-sur-Saône :

Le no 52(B) abandonne la course.
- l'Ave Maria,

- Saint-Georges-de-Reneins :

| Heure d'arrivée | no | Pilote                    | Écurie              | Observations |
| --------------- | -- | ------------------------- | ------------------- | ------------ |
| 8 h 55          | 6  | Émile Mayade              | Panhard et Levassor |              |
| 8 h 58          | 46 | Berlet                    | Peugeot             |              |
| 8 h 59          | 8  | M. Merkel / René de Knyff | Panhard et Levassor |              |

- Saint-Jean-d'Ardières, La Maison Blanche, Pontanevaux, Crêches-sur-Saône, Saint-Clément,

- Mâcon :

| Heure d'arrivée | no | Pilote                    | Écurie              | Observations |
| --------------- | -- | ------------------------- | ------------------- | ------------ |
| 9 h 53          | 6  | Émile Mayade              | Panhard et Levassor |              |
| 10 h 6          | 8  | M. Merkel / René de Knyff | Panhard et Levassor |              |
| 10 h 17         | 42 | Émile Delahaye            | Delahaye            |              |

- Saint-Jean-le-Priche,

- Senozan :

Le no 44, conduit par Auguste Doriot, subit un accident et repart.
- Mouge, Saint-Albain, Fleurville, Saint-Oyen, Uchizy, Le Villars, Tournus, Venière, Sennecey-le-Grand, Beaumont-sur-Grosne, Varennes-le-Grand, Saint-Loup-de-Varennes, Lux

- Chalon-sur-Saône :

| Heure d'arrivée | no    | Pilote                    | Écurie              | Observations |
| --------------- | ----- | ------------------------- | ------------------- | ------------ |
| 11 h 4          | 6     | Émile Mayade              | Panhard et Levassor |              |
| 12 h 11         | 8     | M. Merkel / René de Knyff | Panhard et Levassor |              |
| 12 h 25         | 13(B) | M. Viet                   | Charron             |              |

- Champforgeuil, Le Gauchard, Chagny, Corpeau, Meursault, Beaune, Ladoix, Buisson, Comblanchien, Premeaux, Nuits-Saint-Georges, Vosne-Romanée, Vougeot, Gevrey-Chambertin,

- Dijon :

Propriétaire de la brasserie du Lion de Belfort où est installé le contrôle, Mme Roubot et Mlle Ernestine, caissière de l'établissement, offrent un bouquet aux trois premiers arrivés.
| Heure d'arrivée | no    | Pilote                    | Écurie                                     | Temps de l'étape (200 km) | Temps général intermédiaire (1 370 km) |
| --------------- | ----- | ------------------------- | ------------------------------------------ | ------------------------- | -------------------------------------- |
| 14 h 12         | 6     | Émile Mayade              | Panhard et Levassor                        | 6 h 35                    | 54 h 54                                |
| 14 h 44         | 8     | M. Merkel / René de Knyff | Panhard et Levassor                        | 7 h 4                     | 55 h 21                                |
| 15 h 21         | 42    | Émile Delahaye            | Delahaye                                   |                           | 69 h 13                                |
| 15 h 35         | 13(B) | M. Viet                   | Charron                                    |                           | 57 h 33                                |
| 15 h 42         | 51(B) | Joseph Collomb            | Clère                                      |                           | 60 h 34                                |
| 15 h 42         | 5     | Charles d'Hostingue       | Panhard et Levassor                        | 4 h 57                    | 59 h 8                                 |
| 15 h 49         | 46    | Berlet                    | Peugeot                                    |                           | 57 h 10                                |
| 16 h 9          | 41    | Ernest Archdeacon         | Delahaye                                   |                           | 61 h 28                                |
| 16 h 26         | 15(B) |                           | Delieuvin                                  |                           | 66 h 40                                |
| 16 h 42         | 39    |                           | Michelin                                   |                           | 129 h 2                                |
| 18 h 49         | 29    |                           | Maison Parisienne des Voitures Automobiles |                           | 83 h 28                                |
| 21 h 10         | 44    | Auguste Doriot            | Peugeot                                    |                           | 62 h 72                                |
| Vendredi 2      |       |                           |                                            |                           |                                        |
| 4 h 0           | 30    |                           | Maison Parisienne des Voitures Automobiles |                           | ~                                      |
| 6 h 10          | 9     | M. Lebrun                 | Lebrun                                     |                           | ~                                      |

Tous les chauffeurs se plaignent du vent et du froid. Le Touring-Club Dijonnais offre un champagne d'honneur aux protagonistes de la course, on peut y voir le Dr. Parisot, président du Touring-Club ; M. Evelyn Ellis, membre du parlement anglais ; la princesse de Polignac, le comte de Dion, le comte de la Valette, M. Peugeot, etc.

### Dijon - Sens (210km)
Vendredi 2 octobre : le départ est donné par M. Varennes.
- Dijon :
  - 7 h 21 no 6
  - puis no 8, no 42, no 13(B), no 51(B), no 5, no 46, no 41, no 44, no 29, no 30, no 39, no 15(B), no 9

- La côte de Sombernon,

- Avallon :

Le no 46, piloté par Berlet, est signalé en panne.
- Vermenton :

| Heure d'arrivée | no    | Pilote              | Écurie              | Observations |
| --------------- | ----- | ------------------- | ------------------- | ------------ |
| 11 h 43         | 6     | Émile Mayade        | Panhard et Levassor |              |
| 11 h 50         | 5     | Charles d'Hostingue | Panhard et Levassor |              |
| 12 h 15         | 51(B) | Joseph Collomb      | Clère               |              |

- Auxerre :

Une des automobiles de la course a effrayé un cheval monté par un soldat du 4e de ligne. Le soldat est tombé et s'est blessé, il a été transporté à la caserne en ambulance.
- Joigny :

| Heure d'arrivée | no | Pilote                    | Écurie              | Observations |
| --------------- | -- | ------------------------- | ------------------- | ------------ |
| 13 h 25         | 6  | Émile Mayade              | Panhard et Levassor |              |
| 13 h 45         | 5  | Charles d'Hostingue       | Panhard et Levassor |              |
| 14 h 8          | 8  | M. Merkel / René de Knyff | Panhard et Levassor |              |

Le no 44, M. Doriot, dans la descente de Rosoy à 1 500 mètres avant le contrôle, subit une casse d'essieu et doit être remisé au moulin du pont Bruand. Armand Peugeot, arrivé par l'express de Paris, dirige les réparations.
- Sens :

Le contrôle est installé dans la pharmacie Bailly, rue de la République.
| Heure d'arrivée | no    | Pilote                    | Écurie                                     | Observation  | Temps de l'étape (210 km) | Temps général intermédiaire (1 580 km) |
| --------------- | ----- | ------------------------- | ------------------------------------------ | ------------ | ------------------------- | -------------------------------------- |
| 14 h 25         | 6     | Émile Mayade              | Panhard et Levassor                        |              |                           |                                        |
| 14 h 43         | 5     | Charles d'Hostingue       | Panhard et Levassor                        |              |                           |                                        |
| 15 h 12         | 8     | M. Merkel / René de Knyff | Panhard et Levassor                        |              |                           |                                        |
| 15 h 15         | 51(B) | Joseph Collomb            | Clère                                      |              |                           |                                        |
| 15 h 23         | 39    |                           | Michelin                                   | (ou 16 h 20) |                           |                                        |
| 15 h 52         | 13(B) | M. Viet                   | Charron                                    |              |                           |                                        |
| 15 h 48         | 41    | Ernest Archdeacon         | Delahaye                                   | (ou 16 h 25) |                           |                                        |
| 16 h 2          | 44    | Auguste Doriot            | Peugeot                                    | (ou 16 h 25) |                           |                                        |
| 16 h 10         | 29    |                           | Maison Parisienne des Voitures Automobiles |              |                           |                                        |
| 16 h 15         | 15(B) |                           | Delieuvin                                  | (ou 18 h 52) |                           |                                        |
| 16 h 32         | 42    | Émile Delahaye            | Delahaye                                   |              |                           |                                        |
| Samedi 3        |       |                           |                                            |              |                           |                                        |
| 4 h 49          | 26    |                           | Landry et Beyroux                          |              |                           |                                        |

Le parc fermé est installé dans le marché couvert.

Le Véloce Sport de Sens offre un punch aux concurrents.

### Sens - Paris (130km)
Samedi 3 octobre : le départ est donné par M. Varennes.
- Sens :
  - 7 h 20 no 6
  - puis no 5, no 8, no 51(B), no 39, no 13(B), no 41, no 30, no 46, no 44, no 29, no 26, no 15(B), no 42

- Saint-Denis-lès-Sens, Pont-sur-Yonne, Villemanoche, Champigny, Petit Villeblevin, Villeneuve-la-Guyard, le Grand-Fossard,

- Montereau-Fault-Yonne :

Le no 46, piloté par Berlet, subit un accident et repart.
- Valence-en-Brie, Pamfou, Le Châtelet-en-Brie, Sivry, Melun, Lieusaint, Pyramide de Brunoy, Montgeron,

- Villeneuve-Saint-Georges :

Le no 6 subit une casse mécanique, 35 min de réparation et repart.
- Choisy-le-Roi, Belle épine, la Croix de Berny, le Petit Châtenay, Malabry, Villa-Coublay, Vélizy, pont Colbert,

- Versailles :

Le contrôle est installé sur la place d'armes.
| Heure d'arrivée | no    | Pilote                    | Écurie              | Observations |
| --------------- | ----- | ------------------------- | ------------------- | ------------ |
|                 | 51(B) | Joseph Collomb            | Clère               |              |
| 11 h 50         | 5     | Charles d'Hostingue       | Panhard et Levassor |              |
| 11 h 50         | 8     | M. Merkel / René de Knyff | Panhard et Levassor |              |
| 12 h 20         | 13(B) | M. Viet                   | Charron             |              |
| 12 h 20         | 39    |                           | Michelin            |              |
| 12 h 20         | 41    | Ernest Archdeacon         | Delahaye            |              |

- Paris :

Le contrôle est installé devant le restaurant Gillet, boulevard Maillot.
| Heure d'arrivée | no    | Pilote                    | Écurie                                     | Observation  | Temps de l'étape (130 km) | Temps général de la course (1 710 km) |
| --------------- | ----- | ------------------------- | ------------------------------------------ | ------------ | ------------------------- | ------------------------------------- |
| 12 h 18         | 51(B) | Joseph Collomb            | Clère                                      |              |                           | 73 h 30                               |
| 12 h 21         | 8     | M. Merkel / René de Knyff | Panhard et Levassor                        |              |                           | 68 h 11                               |
| 12 h 22         | 5     | Charles d'Hostingue       | Panhard et Levassor                        |              |                           | 71 h 23                               |
| 12 h 24         | 13(B) | M. Viet                   | Charron                                    |              |                           | 71 h 1                                |
| 12 h 30         | 39    |                           | Michelin                                   |              |                           | 141 h 10                              |
| 12 h 31         | 41    | Ernest Archdeacon         | Delahaye                                   |              |                           | 75 h 29                               |
| 12 h 57         | 44    | Auguste Doriot            | Peugeot                                    |              |                           | 81 h 23                               |
| 13 h 0          | 46    | Berlet                    | Peugeot                                    |              |                           | 75 h 26                               |
| 13 h 2          | 6     | Émile Mayade              | Panhard et Levassor                        |              |                           | 67 h 42                               |
| 13 h 38         | 42    | Émile Delahaye            | Delahaye                                   |              |                           | 84 h 27                               |
| 14 h 0          | 15(B) |                           | Delieuvin                                  |              |                           | 83 h 13                               |
| 14 h 39         | 26    |                           | Landry et Beyroux                          | (ou 14 h 29) |                           | 119 h 44                              |
| 15 h 30         | 30    |                           | Maison Parisienne des Voitures Automobiles | (ou 14 h 30) |                           | 108 h 39                              |
| 15 h 42         | 29    |                           | Maison Parisienne des Voitures Automobiles | (ou 15 h 2)  |                           | 102 h 41                              |

Tous les arrivants entrent dans la cour du restaurant et y sont photographiés, puis partent pour le parc fermé. Le dernier parc fermé est installé au Palais de l'Industrie, où les véhicules y resteront exposés pendant huit jours. Les murs de Paris sont couverts d'affiches annonçant l'exposition d'automobile du 3 au 11 octobre. Entrée par la porte 10, 1 franc en semaine, 50 centimes le dimanche.

## Résultats et récompenses

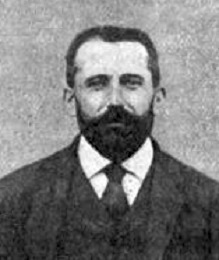
Émile Mayade, vainqueur de la course.

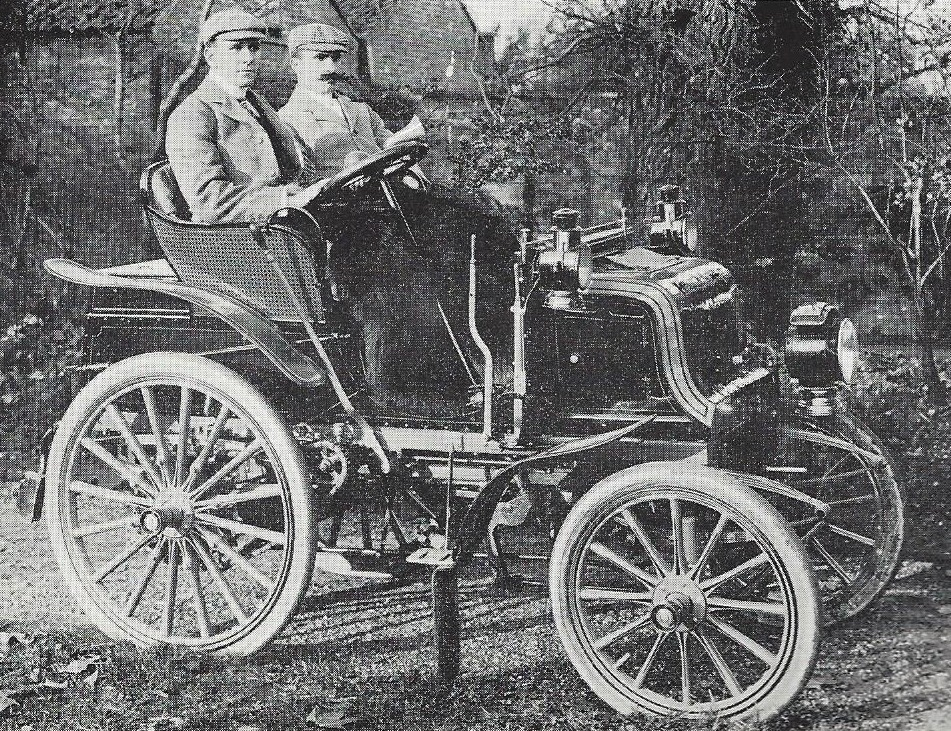
La Panhard et Levassor deuxième de la course (ici avec Jarrott et Edge en 1901).

Le 12 octobre, la commission de course se réunit et statue sur la répartition des prix.

### Classement Général de Paris-Marseille-Paris
1. no 6  Émile Mayade de chez Panhard et Levassor en 67 h 42
2. no 8  M. Merkel / René de Knyff de chez Panhard et Levassor en 68 h 11
3. no 13(B)  M. Viet de chez Charron en 71 h 1
4. no 5  Émile Levassor / Charles d'Hostingue de chez Panhard et Levassor en 71 h 23
5. no 51(B)  Joseph Collomb de chez Clère en 73 h 30
6. no 46  Berlet de chez Peugeot en 75 h 26
7. no 41  Ernest Archdeacon de chez Delahaye en 75 h 29
8. no 44  Auguste Doriot de chez Peugeot en 81 h 23
9. no 15(B) de chez Delieuvin en 83 h 13
10. no 42  Émile Delahaye de chez lui en 84 h 27
11. no 29 de la Maison Parisienne des Voitures Automobiles (en) en 102 h 41

### Attribution des prix

#### Classe A (1ersérie)
Les voitures de 1 à 4 places
1. no  6	2000 francs lui est offert par M. Michelin, pour le meilleur temps.
2. no  8	Un objet d'art lui est offert par M. Xau, pour la meilleure régularité.
3. no  5
4. no  41
5. no  44
6. no  42
7. no  29

Les no 30, no 26, no 9 ne sont plus chronométrés officiellement, mais le comité décide de leur offrir à chacun, une médaille de vermeil et d'argent.

#### Classe A (2esérie)
Les voitures de plus de 4 places
1. no  46

#### Classe B (1ersérie) Paris-Mantes-Paris

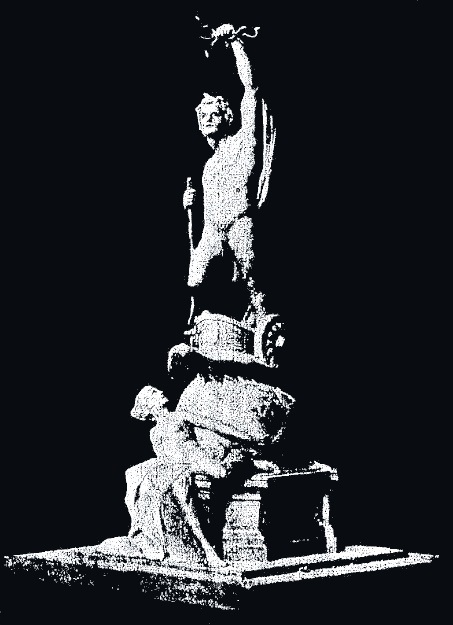
Le Motor Car Trophée en argent massif du Motor Car Club de Londres, offert au vainqueur.

Les tricycles sans assistance
1. no  50

#### Classe B (2esérie) Paris-Mantes-Paris
Les tricycles assistés d'un pédalier
- de Dion et Bouton reçoivent l'objet d'art offert par le Motor-Car-Club de Londres, pour l'ensemble de leurs tricycles à pétrole.

1. no  52
2. no  15
3. no  51
4. no  13

#### Classe C
Les véhicules divers
- Aucun prix n'est attribué, la somme des prix est transférée à la catégorie A1.

## Anecdotes et citations
On peut lire dans Le Figaro :

« Espérons que l'Automobile Club de France, à qui revient désormais l'honneur d'organiser ces retentissantes manifestations, ne restera pas longtemps sur ce premier succès. »

— Paul Meyan, Le Figaro, 12 octobre 1896

« M. Michel Levy, ingénieur en chef des ponts et chaussées, chargé de tout ce qui concerne la locomotion automobile, a l'intention d'interdire aux constructeurs de concevoir des moteurs pouvant dépasser les 25 km/h »

— Paul Meyan, Le Figaro, 16 octobre 1896
Ce M. Levy serait-il le même que la victime du départ de la course, à Versailles ?